# Terremoto dell'Aquila del 2009

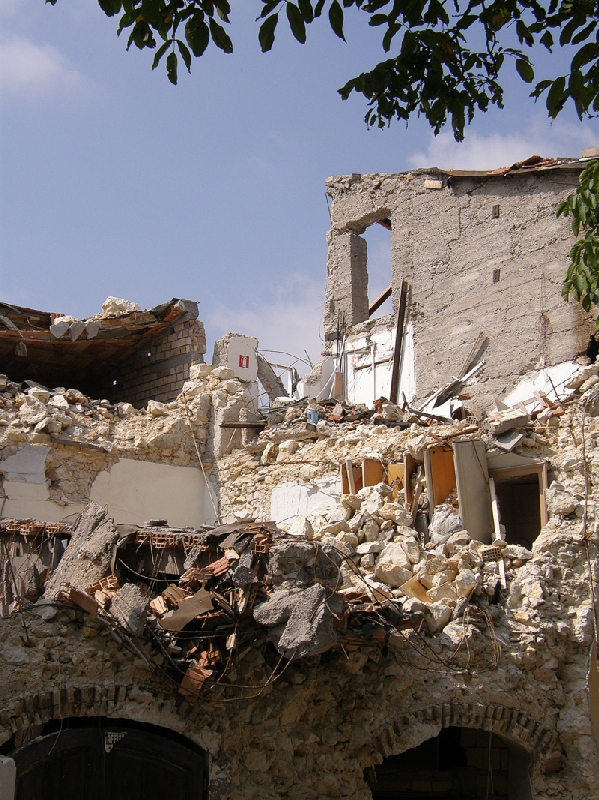
Edificio crollato

Il terremoto dell'Aquila del 6 aprile 2009 alle 03:32 consistette di una serie di eventi sismici, iniziati nel dicembre 2008 e terminati nel 2012, con epicentri nell'intera area della città, della conca aquilana e di parte della provincia dell'Aquila (Alto Aterno, Monti della Laga e bassa Valle dell'Aterno). Il nome è riferito soprattutto alla scossa principale che, avvenuta il 6 aprile 2009 alle ore 3:32, ha avuto una magnitudo momento (Mw) pari a 6,3 (5,8 o 5,9 sulla scala della magnitudo locale), con epicentro nella zona compresa tra le frazioni di Roio Colle, Genzano di Sassa e Collefracido (località Colle Miruci a Roio), interessando in misura variabile buona parte del territorio posto a cavallo tra Italia centrale e Italia meridionale. Il terremoto ha causato complessivamente 309 vittime, oltre 1 600 feriti e circa 80000 sfollati e oltre 10 miliardi di euro di danni stimati.

## Precedenti storici
La città e l'intera conca aquilana, fin dal XIV secolo, è sempre stata soggetta a eventi tellurici di grave o media intensità. Nella sua storia due gravi terremoti si abbatterono sulla zona prima del 2009 con una periodicità di circa 300 anni.
- Terremoto dell'Appennino centro-meridionale del 1349 di magnitudo 6,7, si generò nel Regno di Napoli, coinvolgendo varie faglie, tra cui una all'Aquila, il terremoto generò danni gravi e distruzione nella città già gravata dalla peste, come testimonia lo scrittore e poeta Buccio di Ranallo, testimone oculare dei fatti, tanto che nel 1362 scrisse la sua Cronica rimata. Nella ricostruzione, la città si fregiò delle belle facciate romaniche delle principali chiese.
- Il terremoto del 26 novembre 1461 di magnitudo 6,5 con epicentro nella zona tra Paganica e Roio, danneggiò molti edifici in città, già per altro gravati da un terremoto che coinvolse più faglie nella zona centrale del Regno di Napoli, verificatosi nel 1457, che aveva provocato la rovina di vari edifici a Sulmona. Il terremoto costrinse la città a un restauro totale in stile rinascimentale. Tra questi si ricordano il restauro del Duomo da parte di Girolamo Pico Fonticulano, opere purtroppo perdute con la distruzione del 1703, e la basilica di San Bernardino, già avviata nel 1444, ma con la facciata completata da Cola dell'Amatrice.
- Il terremoto del 14 gennaio 1703, soprannominato "Grande terremoto", per la gravissima devastazione portata nella conca, di magnitudo 6,8. La prima grande scossa distruttiva si ebbe in gennaio, l'altra più forte di magnitudo si verificò il 2 febbraio, per questo il sisma venne ricordato anche col nome "della Candelora". L'epicentro fu l'area tra Barete, Montereale e Campotosto. Si pensa che il sisma sia stato generato da un sistema di faglie attivatesi già dal 1699 col terremoto di Amatrice e nel 1702 col terremoto di Norcia. Gran parte della città fu rasa al suolo, si ricorda che col terremoto del 2 febbraio il soffitto della chiesa di San Domenico venne giù uccidendo centinaia di persone in preghiera. Non ci fu edificio che non era danneggiato o distrutto, il Duomo rimase in piedi solo per mezzo di un muro su via Roio, le chiese principali ebbero salva solo la facciata, gran parte degli interni dovettero essere ripristinati, eccettuati i casi di Santa Maria di Collemaggio, San Pietro di Coppito e San Silvestro. I palazzi cinquecenteschi rovinarono quasi tutti, solo alcuni conservarono il chiostro interno porticato, reminiscenza del rinascimento fiorentino. Molti furono ricostruiti daccapo dai proprietari, come i Cappelli, i Benedetti, i Bonanni, i Lucentini, i Tatozzi. La città fu ricostruita nei canoni tardo barocchi e gli edifici rinascimentali ricostruiti ex novo. Furono mantenute soltanto alcune facciate di chiese, come Collemaggio, San Bernardino, San Silvestro, Santa Giusta, San Flaviano, San Quinziano, e le mura medievali, anche se Porta Castello fu spostata dal luogo originario. La ricostruzione barocca, benché l'antico patrimonio medievale e rinascimentale fosse andato perso, permise ad architetti romani e lombardi di sperimentare vari impianti tipici dell'arte barocca e rococò, come le nuove chiese di Sant'Agostino, dei Gesuiti, di San Paolo di Barete, il Duomo, Santa Caterina e soprattutto Santa Maria del Suffragio detta "le Anime Sante" in Piazza Duomo, mentre tra i palazzi spiccarono il Palazzo Persichetti e il Palazzo Centi. Anche i centri fuori dalla città risentirono molto del terremoto; le antiche fortificazioni in alcuni di essi, come a Paganica, Roio, Bazzano, Sassa, scomparvero del tutto. Le testimonianze scritte dallo storico Anton Ludovico Antinori raccontano come i nobili e i principi del Regno si adoperarono per la ricostruzione, dato che la città per la devastazione rischiò l'abbandono.
- Terremoto della Marsica del 1915, verificatosi a circa 80 km dalla città, nell'area del Fucino, esso distrusse quasi tutte le città della conca fucense, compresa soprattutto Avezzano. Il terremoto, che raggiunse i 7 gradi della scala Richter, si fece sentire anche all'Aquila, con danni alle strutture, ma non crolli significativi, eccettuata la rovina parziale della facciata della basilica di Collemaggio, tra i danni più rilevanti, ripristinata poi nel 1920. In alcune foto storiche sono visibili i baraccamenti davanti all'Emiciclo, corso Vittorio Emanuele (puntellamenti ai palazzi), il mercato boario del Castello.

## Eventi sismici

### L'inizio della sequenza sismica
La scossa della notte del 6 aprile fu preceduta da una lunga serie di scosse o sciame sismico.
La sequenza si aprì con una scossa di lieve entità (magnitudo 1,8) il 14 dicembre 2008 e poi riprese con maggiore intensità il 16 gennaio 2009 con scosse inferiori a magnitudo 3,0 per poi protrarsi, con intensità e frequenza lentamente ma continuamente crescenti, fino all'evento principale.
Inizialmente, oltre alla zona dell'aquilano, fu interessata, come epicentro dell'attività, anche la zona della Valle Peligna, quindi la zona di Pratola Peligna e Sulmona (17 e 29 marzo 2009, magnitudo 3,7 e 3,9).

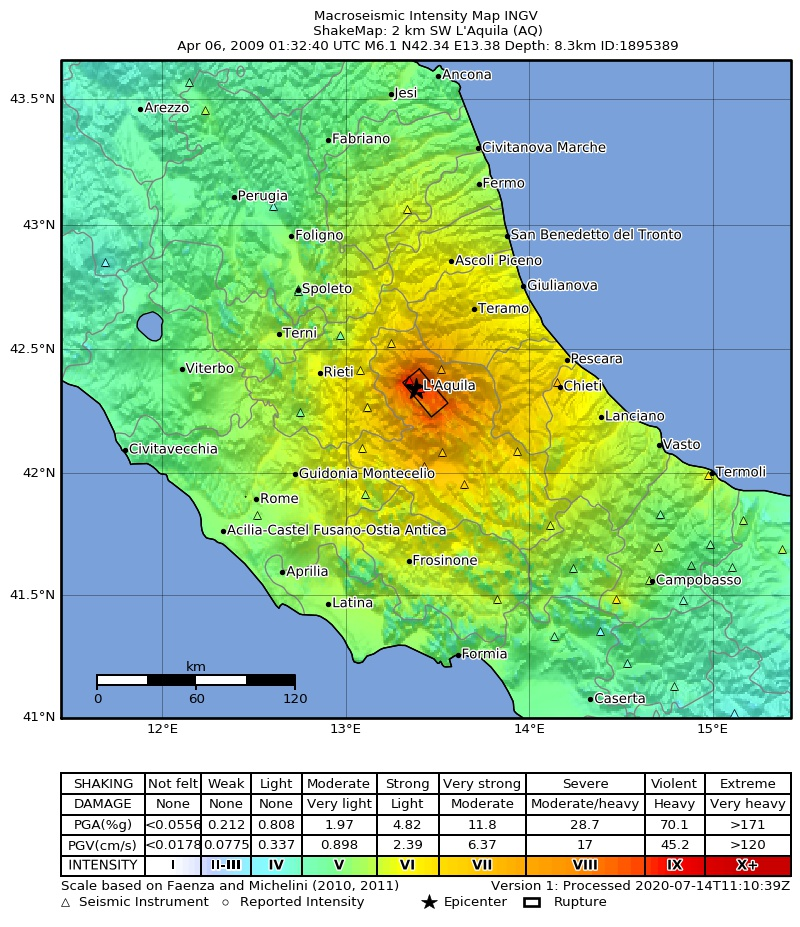
La localizzazione dell'epicentro

### Il 6 aprile
La scossa distruttiva si verificò il 6 aprile 2009 alle ore 3:32. L'Istituto Nazionale di Geofisica e Vulcanologia registrò un sisma di magnitudo momento 6,3 Mw. Secondo la scala di magnitudo locale (la cosiddetta scala Richter, poco adatta a descrivere sismi di questo tipo) il valore registrato dai sismografi fu di 5.9 ML risultando così un sisma di moderata intensità rispetto ai valori massimi reali raggiungibili da tale scala sismica. In termini di scala Mercalli di misurazione dei danni, la stima iniziale dell'INGV fu tra l'ottavo e il nono grado.
Vi fu una certa confusione sul valore della magnitudo, sia per l'uso di scale di magnitudo diverse, sia per poca chiarezza nella loro presentazione. Ad esempio, una sezione del sito Internet dell'Istituto Nazionale di Geofisica e Vulcanologia (INGV) riporta una registrazione di una magnitudo locale 6.2 mentre in altre sezioni fu presente per circa un anno il dato 5.8 ML. In realtà il Peak ground acceleration, ovvero il picco massimo di accelerazione al suolo, durante la scossa del 6 aprile, arrivò fino a 0,68 g, valore teoricamente attribuibile a sismi che raggiungono magnitudo fino a 7,2–7,4.
Il 4 aprile 2010 l'INGV rettifica la magnitudo locale in 5,9 ML, valore determinato da "calcoli successivi di maggiore precisione". Tuttavia l'analisi testuale del fenomeno presente sul sito istituzionale dell'INGV riporta ancora il valore 5,8 ML.
Alcuni giornali e un telegiornale nazionale riferirono che l'INGV avrebbe rivisto, nelle ore seguenti all'evento, le stime della magnitudo Richter.. I dubbi che alcuni ancora nutrono sulla reale magnitudo sono ancora in parte dovuti anche al fatto che nella confusione nei primissimi minuti dopo il sisma, in attesa di calcoli precisi, erano stati diffusi dati fantasiosi sulla reale intensità del sisma..
In ogni modo, per un sisma di questa intensità, la misura della magnitudo locale ha scarsissimo interesse, al contrario del valore della magnitudo momento (Mw), per la quale non vi è mai stato dubbio sul valore 6,3.

### Dopo il 6 aprile
Nelle 48 ore dopo la scossa principale, si registrarono altre 256 scosse o repliche, delle quali più di 150 nel giorno di martedì 7 aprile, di cui 56 oltre la magnitudo 3,0 ML. Tre eventi di magnitudo superiore a 5,0 avvennero il 6, il 7 e il 9 aprile. Dall'esame dei segnali della stazione INGV aquilana (AQU, ubicata nei sotterranei del Forte spagnolo) furono conteggiate oltre 10.000 scosse.
Nei giorni successivi alla scossa principale altri intensi focolai sismici si svilupparono a sud-est del capoluogo (Valle dell'Aterno, epicentro Ocre: scosse del 7 e dell'8 aprile 2009 con magnitudo tra 3,0 e 5,6 Mw) e poco più a nord (zona del Gran Sasso, epicentro Campotosto: scosse del 6, 7, 8, 9, 10 e 13 aprile 2009 con magnitudo tra 3,1 e 5,4 Mw). Lo sciame sismico successivo all'evento principale del 6 aprile si sposta dunque in zone limitrofe a nord-ovest della città e in generale della conca aquilana (Pizzoli, Campotosto e Montereale).
Un altro evento di magnitudo 4,7 Mw (4.5 ML) avvenne alle ore 22:58 del 22 giugno, con epicentro vicino all'abitato di Pizzoli, a 11 km dall'Aquila. Nella stessa giornata e soprattutto nella mattinata immediatamente successiva ci furono anche numerose scosse minori.
Altre scosse rilevanti si verificarono il 3 luglio (magnitudo 4,1 ML alle ore 13:03 con epicentro tra L'Aquila e Pizzoli, preceduta da altri due eventi di magnitudo 3,4 ML alle ore 03:14 e 3.6 ML alle ore 11:43), il 12 luglio (magnitudo 4,0 ML alle ore 10:49 con epicentro tra L'Aquila e Roio Poggio) e il 24 settembre (magnitudo 4,1 ML alle ore 18:14 con epicentro tra L'Aquila e Pizzoli). Le scosse di assestamento si prolungarono per circa un anno dall'evento principale e repliche di magnitudo 3 si protrassero almeno fino al 2012. Ad esempio, il 30 ottobre 2011 e il 30 ottobre 2012 si registrarono due scosse entrambe di magnitudo 3,6 ML.
Nel 2010 l'INGV dichiarò di aver registrato circa 18.000 terremoti in tutta l'area della città dell'Aquila.

### Analisi geosismologica
L'area interessata dall'innesco del sisma è una delle tante aree sismiche dell'Appennino, classificata a livello 2 della scala di riferimento del rischio sismico, con presenza di diverse faglie attive note. Lo studio storico sulla sismologia locale nell'ultimo millennio evidenzia ciclicità sismiche con periodo di circa 300-350 anni essendo gli ultimi terremoti significativi avvenuti nel Quattrocento e nel Settecento con magnitudo momento fino quasi a 7 Mw. L'evento sismico del 2009 si colloca perfettamente all'interno di tale intensità e ciclicità e per il quale era nota la maggiore probabilità di occorrenza nella zona aquilana da parte della comunità sismologica rispetto ad altre zone dell'Appennino secondo il metodo scientifico di previsione sismica che è attualmente ritenuto il più concreto ovvero quello di natura statistico-temporale, sebbene logisticamente non utilizzabile a scopi di Protezione civile italiana in quanto temporalmente troppo esteso.
Studi antecedenti tramite microzonazione sismica sulla sismicità del territorio aquilano, nei pressi del capoluogo stesso, avevano inoltre evidenziato la capacità di amplificazione delle onde sismiche, tramite i cosiddetti effetti di sito, fino a un fattore 10 da parte del sottostante terreno geologico esponendo quindi il territorio a un maggiore pericolo sismico; tali effetti, sul fronte della rilevazione e misurazione, sono comunque tenuti in debita considerazione dalla scala Mercalli che valuta gli effetti del sisma sul territorio e le opere civili/edili.
Le aree maggiormente coinvolte dalla potenza del sisma sono state proprio quelle soggette a tali effetti di sito per la presenza di terreno alluvionale incoerente che ha amplificato le onde sismiche superficiali (onde di Rayleigh) per quanto riguarda le zone vicino al fiume Aterno (ad esempio Onna, San Gregorio, Paganica), e di altre particolari condizioni geologiche per la zona del centro storico dell'Aquila e i quartieri a nord-ovest della città (Pettino), le quali tutte hanno riportato danni spesso anche maggiori rispetto alle zone più direttamente epicentrali.
Dati di GPS e interferometria radar-satellitare (SAR) misurano inoltre dopo il sisma un abbassamento di circa 15 cm della zona est aquilana interessata.

## Danni e vittime
| Nazionalità | Morti | Feriti      |
| ----------- | ----- | ----------- |
| Italiani    | 288   | 1.173       |
| Macedoni    | 5     |             |
| Romeni      | 5     |             |
| Cechi       | 2     |             |
| Ucraini     | 2     |             |
| Greci       | 1     | 5           |
| Francesi    | 1     |             |
| Moldavi     | 1     |             |
| Israeliani  | 1     |             |
| Argentini   | 1     |             |
| Peruviani   | 1     |             |
| Totale      | 309   | 1.178 circa |

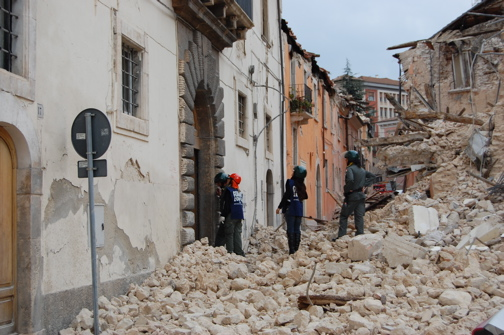
Soccorritori al lavoro tra le macerie

Il numero definitivo è di 309 morti, circa 1.600 feriti di cui 200 gravissimi ricoverati negli ospedali di Teramo, Avezzano, Chieti, Pescara, Ancona, Roma, Rieti, Foligno e Terni, circa 65.000 gli sfollati, alloggiati momentaneamente in tendopoli, auto, alberghi lungo la costa adriatica.
Il quotidiano abruzzese Il Centro ha pubblicato un database in continuo aggiornamento, con nome, cognome, foto, età, luogo di nascita, di morte, nazionalità, sesso e una breve storia di ogni persona morta sotto le macerie.
Tra le vittime si registra il decesso di Giovanna Berardini che avrebbe dovuto dare alla luce sua figlia Giorgia il giorno seguente al terremoto e invece morì nella sua casa in via Fortebraccio insieme al marito e al figlio; per questo motivo, non è raro trovare nel conteggio delle vittime anche il nome della nascitura e, di conseguenza, un numero totale di 309 morti.
Numerose le persone estratte vive dalle macerie, anche dopo molte ore dalla scossa principale, tra cui Marta Valente, 24 anni di Bisenti, studentessa di Ingegneria, salvata dopo 23 ore, Eleonora Calesini, 21 anni di Mondaino, estratta dopo 42 ore, nonché Maria D'Antuono, 98 anni di Tempera, trovata viva dopo 30 ore, che ha dichiarato di aver trascorso il tempo lavorando all'uncinetto.
Il terremoto fu avvertito su una vasta area comprendente tutto il Centro Italia, fino a Napoli, causando panico tra la popolazione, e inducendola a riversarsi in strada. La regione più colpita fu l'Abruzzo, seguita dal Lazio. Alcuni lievi danni si riscontrarono nella zona di Ascoli Piceno, nelle Marche. Secondo le stime inviate dal Governo Italiano alla Commissione Europea per accedere al Fondo Europeo di Solidarietà, il danno ammonta a circa 10,212 miliardi di euro avendo il sisma colpito direttamente una città e non una semplice zona rurale.
La Protezione Civile dichiara colpita dal sisma un'area, o cratere sismico, che comprende tutti i comuni in cui il terremoto ha fatto sentire i suoi effetti dal 6º grado in su della scala Mercalli, lista di comuni che viene poi allargata di qualche unità dopo protesta di alcuni che dichiarano di aver subito danni rilevanti.
Al 9 agosto 2009 secondo la Protezione Civile gli sfollati erano 48.818, di cui 19.973 presso 137 tendopoli (in 5.029 tende), 19.149 in alberghi e 9.696 presso case private. A questi vanno aggiunte 273 persone presenti in 9 campi spontanei.
Al 14 novembre 2009 il numero degli sfollati risultava pari a 21.874, di cui 671 in 17 tendopoli, 13.224 presso strutture alberghiere (delle quali 8.832 fuori della provincia dell'Aquila) e 7.979 in case private. Vi sono poi 4.764 persone che hanno avuto una sistemazione nel progetto C.A.S.E. (Complessi Antisismici Sostenibili ed Ecocompatibili) e 480 nei M.A.P. (Moduli Abitativi Provvisori)
Al 22 gennaio 2010 il numero degli sfollati risultava pari a 10.128, di cui 1.123 nelle caserme di Coppito e Campomizzi, 8.905 presso strutture alberghiere (delle quali 6.195 fuori della provincia dell'Aquila) cui vanno aggiunte le 12.056 persone che ebbero una sistemazione provvisoria nelle C.A.S.E. e le 2.362 che l'ebbero nei M.A.P.
Il sisma ha apportato danni notevoli al patrimonio storico-artistico di cui era particolarmente ricca la città dell'Aquila; tutte le chiese (più di un centinaio), a partire dalle più importanti basiliche, sono state dichiarate immediatamente inagibili per lesioni o crolli importanti assieme a palazzi storici nel centro storico compreso il Forte spagnolo, uno dei simboli della città.
Alla luce dei danni e delle vittime il sisma risulta il quinto terremoto più distruttivo in Italia in epoca contemporanea dopo il terremoto di Messina del 1908, il terremoto di Avezzano del 1915, il terremoto del Friuli del 1976 e il terremoto dell'Irpinia del 1980.

### Abruzzo

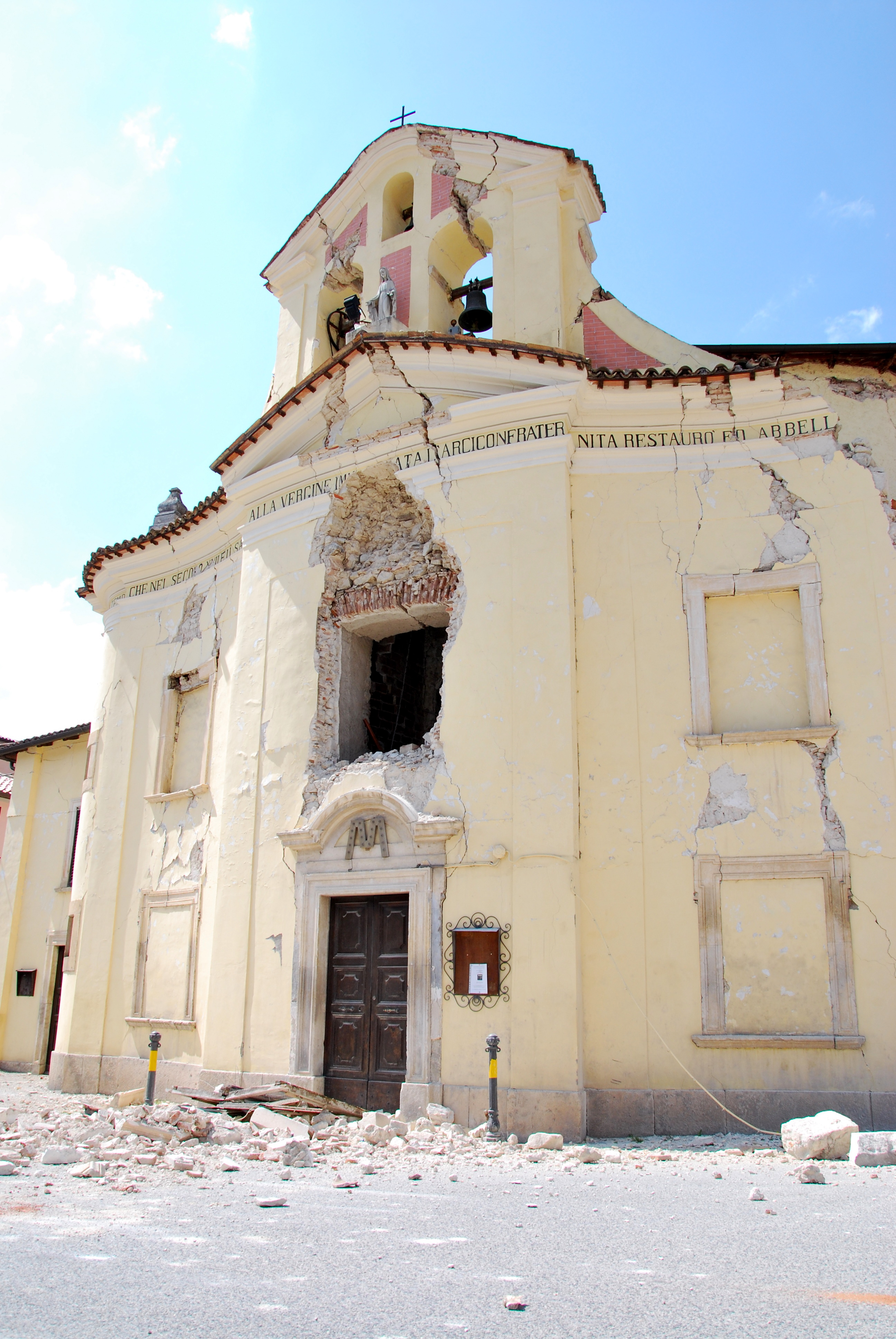
La Chiesa della Concezione a Paganica

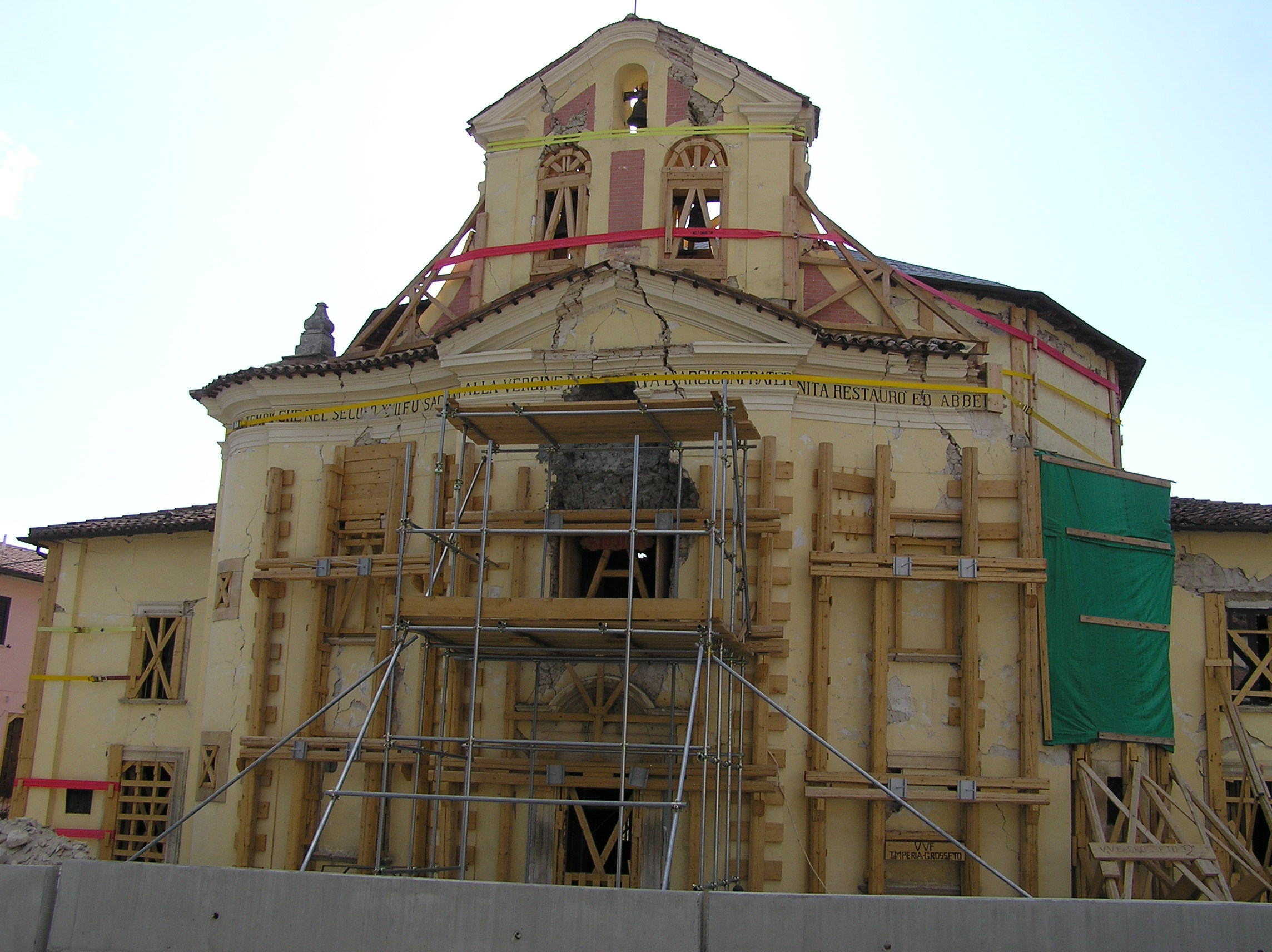
La Chiesa della Concezione a Paganica dopo i puntellamenti

Subito dopo l'evento distruttivo, oltre ai quasi immediati soccorsi, si provvide all'installazione di tende da campo, mentre i ricoverati del moderno ospedale San Salvatore, dichiarato inagibile al 90%, furono trasportati in una tendopoli adibita a ospedale oppure all'ospedale di Avezzano e in altre strutture della provincia. Il sisma sventrò completamente la sede della Prefettura dell'Aquila che avrebbe dovuto essere il centro di coordinamento dei soccorsi.
Oltre alla Prefettura, tra gli edifici più importanti che sono crollati o fortemente lesionati in città ci sono la cupola della Chiesa delle Anime Sante, l'abside e transetto del Duomo e della Basilica di Santa Maria di Collemaggio, una parte della Casa dello Studente, il Dipartimento di Lettere e Storia e il Polo d'Ingegneria ed Economia dell'Università dell'Aquila presso Roio e l'hotel "Duca degli Abruzzi". La situazione più grave, escludendo il centro storico dell'Aquila, risultò in Via XX Settembre, geomorfologicamente sfavorita, e nella zona della Villa Comunale dove molte abitazioni furono dichiarate inagibili; molte case furono seriamente danneggiate, una crollò completamente vicino al palazzo dell'ANAS e altre palazzine/condomini vennero giù in Via Sant'Andrea e in Via Campo di Fossa dove si registrarono numerose vittime. Si stima che 10/15.000 siano gli edifici danneggiati. Particolarmente colpiti anche i quartieri periferici a nord-ovest della città.
Tra i centri limitrofi minori fortemente colpiti ci sono Onna, Paganica, Tempera, San Gregorio, Villa Sant'Angelo, Roio, Fossa, Castelnuovo.
Danni minori anche nella bassa provincia dell'Aquila e nelle provincie limitrofe del teramano e del pescarese.

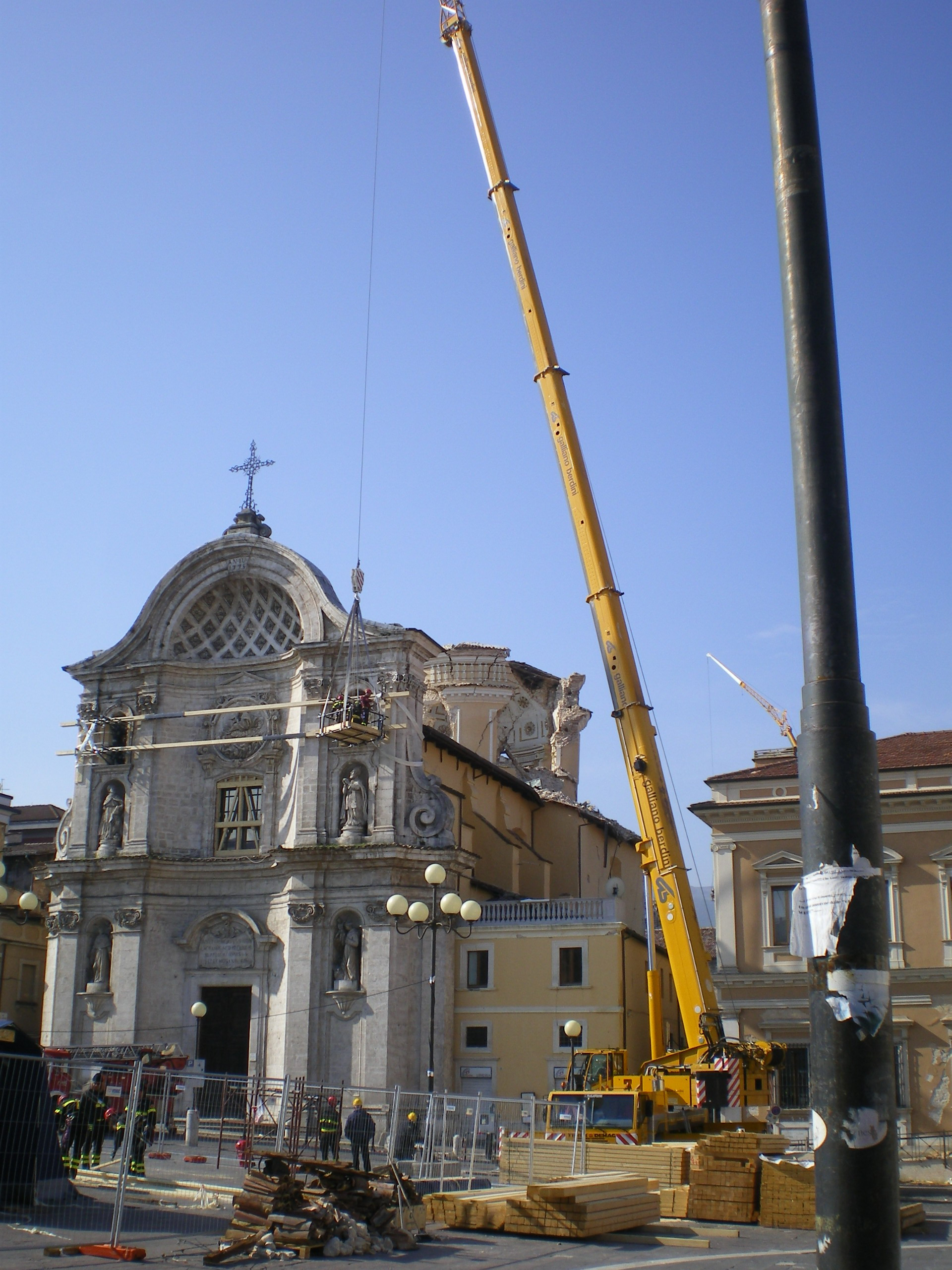
La Chiesa delle Anime Sante all'Aquila

### Lazio
Il sisma, assieme alle repliche più forti, fu avvertito in tutte le cinque province laziali, e specialmente nel reatino, dove tra giugno e agosto si generò un vero e proprio sciame sismico autonomo rispetto a quello aquilano. Tra i centri reatini più colpiti: Amatrice, Accumoli, Posta, Borgorose (centri peraltro storicamente legati all'Aquila, e compresi nella sua provincia fino al 1927).
Il terremoto fu così forte al punto da creare danni lievi fino a Roma. Qui, il sisma delle 3:32 fece riversare moltissimi cittadini nelle strade. La scossa principale fu seguita da altre due, una verificatasi alle 4:37 e una seconda alle 18:38. Un primo bilancio parla di danni parziali alle Terme di Caracalla, di crepe su di un palazzo in via Andrea Doria (con conseguente evacuazione precauzionale di 8 appartamenti) e di chiusura della scuola "Figlie della Sacra Famiglia" in viale della Primavera, nel quartiere periferico di Centocelle, per problemi di staticità. Altre tre scosse furono poi avvertite nella capitale, una alle 1:15, una alle 11:27 e una alle 19:47 del 7 aprile le quali furono piuttosto forti (rispettivamente di magnitudo 4,8, 4,7 e 5,6 Mw). Viene segnalata la morte di un uomo anziano per infarto miocardico, indotto dallo spavento in seguito alla seconda forte scossa (quella della sera del 7 aprile) che interessò la capitale. L'ultima scossa avvertita fu quella del 9 aprile alle ore 21:38 (magnitudo 5.4 Mw).
Il terremoto fu inoltre avvertito nel Viterbese e nelle città di Rieti, Latina, Tivoli, Guidonia Montecelio e Frosinone e in altri comuni della Provincia di Frosinone e della zona del Cicolano, dove molti abitanti si riversarono nelle strade a seguito della forte scossa delle 3:32.
Anche alcune scosse di assestamento piuttosto forti furono avvertite distintamente, contemporaneamente ad altre scosse avvenute nel reatino e una scossa di magnitudo 3,2 colpì la provincia di Roma alle 9:04 dell'11 aprile (epicentro: Moricone, ipocentro: 25 km). Venne nitidamente avvertita nella capitale anche la scossa del 22 giugno delle ore 22:58; tuttavia non si riscontrarono danni a cose o persone.

### Lista dei comuni colpiti
| Comuni                                                                                           | Provincia     | Danni | Vittime |
| Abruzzo                                                                                          | Abruzzo       | Abruzzo | Abruzzo |
| ------------------------------------------------------------------------------------------------ | ------------- | --- | ------- |
| Acciano                                                                                          | L'Aquila      | Numerose costruzioni lesionate e parzialmente crollate. Municipio inagibile al 67%; evacuati totalmente i centri storici di Acciano capoluogo e delle frazioni di Beffi, San Lorenzo, Roccapreturo e Succiano. Crollo della facciata della chiesa parrocchiale di Succiano; numerosi danni in quella di Acciano capoluogo dove è crollato un capitello della facciata, e dove tuttavia la cupola rischia di collassare. Il campanile della stessa chiesa dei Santi Pietro e Lorenzo appare scomposto in più punti; gravi lesioni nell'Oratorio dell'Addolorata e nel Palazzo Galli. | -       |
| Avezzano                                                                                         | L'Aquila      | Alcune case lesionate. | -       |
| Barete                                                                                           | L'Aquila      | Diverse costruzioni lesionate tra cui chiesa, asilo e ambulatorio. | -       |
| Barisciano e frazioni                                                                            | L'Aquila      | Barisciano: Numerose costruzioni lesionate. Crollo parziale della torre superstite del castello. | -       |
| Barisciano e frazioni                                                                            | L'Aquila      | Picenze: Crolli e lesioni in edifici del centro storico. Danni alle chiese di San Martino, Madonna del Rosario, Santa Maria ab Extra, San Valentino, Santa Maria della Consolazione e La Congrega. | -       |
| Bugnara                                                                                          | L'Aquila      | Crollo di 500 m2 di solaio al palazzo ducale con conseguente ordine di sgombero di 4 abitazioni sottostanti. 15 fabbricati inagibili di cui 4 occupati. Chiesa della Madonna Della Neve inagibile per gravi lesioni. Crollo totale di fabbricati per fortuna non abitati. Oltre 100 abitazioni da verificare. | -       |
| Calascio                                                                                         | L'Aquila      | Crolli di alcuni vecchi edifici, muri a secco e comignoli. | -       |
| Cansano                                                                                          | L'Aquila      | Cinque famiglie sfollate, diversi edifici inagibili, lesioni nella maggior parte delle altre abitazioni. Due edifici in prossimità del castello sono stati puntellati, poiché sul punto di crollare. Il centro storico, già degradato e pericolante, ha riportato ulteriori crolli. | -       |
| Capestrano                                                                                       | L'Aquila      | Danni alla basilica del paese, a tutta la piazza antistante e all'85% dei palazzi ivi presenti, danni a numerose abitazioni private e strutture pubbliche. Rottura del condotto dell'acqua. | -       |
| Capitignano                                                                                      | L'Aquila      | Danni alla chiesa e a un antico edificio privato. | -       |
| Caporciano                                                                                       | L'Aquila      | Danni alla chiesa parrocchiale ed a numerose abitazioni del paese e della sua frazione di Bominaco. | -       |
| Carapelle Calvisio                                                                               | L'Aquila      | Crolli di circa la metà degli edifici, inagibili quasi tutti gli altri. | -       |
| Castel del Monte                                                                                 | L'Aquila      | Danni al campanile del duomo. | -       |
| Castel di Ieri                                                                                   | L'Aquila      | Alcune abitazioni e chiese inagibili. | -       |
| Castelvecchio Calvisio                                                                           | L'Aquila      | Crolli di edifici, muri e volte lesionati. | -       |
| Castelvecchio Subequo                                                                            | L'Aquila      | Inagibile il centro storico. Danni al convento di San Francesco. | -       |
| Celano                                                                                           | L'Aquila      | Crollo dell'altare maggiore della chiesa di Sant'Angelo, lesioni al castello e a edifici del centro storico. | -       |
| Cerchio                                                                                          | L'Aquila      | Gravissimi danni all'Edificio Comunale e alla Chiesa Madonna delle Grazie; entrambi gli edifici sono stati dichiarati inagibili. Gravi lesioni anche alla parte dell'edificio riservata alla Biblioteca Comunale e all'Archivio Comunale: tutti gli uffici comunali sono stati evacuati e trasferiti. Lesioni alla facciata della chiesa cimiteriale dedicata alla Madonna di Piediponte. Gravi lesioni alla sede della Società del Gas con disagi per i cittadini e necessità di essere trasferita. Gravi danni segnalati in numerose abitazioni civili con alcune famiglie sfollate. Alcuni edifici gravemente danneggiati dovranno verosimilmente essere demoliti. | -       |
| Collarmele                                                                                       | L'Aquila      | Gravissimi danni alle chiesa di Santa Felicita e al santuario della Madonna delle Grazie; entrambe transennate e chiuse ai fedeli; un palazzo ha subito notevoli danni nella notte del 6 aprile ed è stato immediatamente dichiarato inagibile ed evacuato dalle famiglie residenti. Gravi lesioni anche in altre abitazioni. Danni all'edificio comunale. I sopralluoghi dei tecnici della Protezione Civile stanno evidenziando moltissime abitazioni che hanno riportato danni strutturali. Alcuni edifici gravemente danneggiati dovranno verosimilmente essere demoliti. Collarmele è stato immediatamente inserito dalla Protezione Civile nella lista dei 49 comuni terremotati. | -       |
| Corfinio                                                                                         | L'Aquila      | Crolli e danni di alcuni edifici. Crollo della volta interna della chiesa della Madonna del Soccorso. Distacco della parte superiore della facciata della cattedrale di San Pelino. Danni e rischio di crollo del campanile della chiesa parrocchiale di San Martino. | -       |
| Fagnano Alto                                                                                     | L'Aquila      | Danni a edifici e crolli. Danni alla chiesa. I volontari della Protezione Civile di Valmontone hanno allestito una tendopoli che ospita circa 400 persone, parte delle quali provenienti dai paesi limitrofi. Nessun morto all'interno del comune ma 7 fagnanesi sono morti all'Aquila. Soltanto danni materiali. Molte case da abbattere nelle frazioni di Vallecupa e Ripa. | -       |
| Fontecchio                                                                                       | L'Aquila      | Danni e crolli coinvolgenti il 66% degli edifici. Danni alle chiese e a numerosi edifici storici. Nonostante i forti danni, l'intensità del sisma sul territorio comunale è stata inizialmente valutata fra il V e il VI grado della scala Mercalli-Cancani-Sieberg, portando il comune a essere escluso dall'elenco ufficiale, unico nella zona. Solo in seguito il comune è stato incluso nell'elenco. | -       |
| Fossa                                                                                            | L'Aquila      | Danni a edifici e crolli. Danni alle chiese di Santa Maria Assunta (crollato il campanile) e di Santa Maria ad Cryptas. Frane sul monte Circolo (che sovrasta il centro storico), auto danneggiate, centro storico evacuato, crollo del Ponte Vallone (collegamento con la strada provinciale 261 Subequana), isolamento delle maggiori vie di comunicazione stradali, molti feriti anche gravi. | 5       |
| Goriano Sicoli                                                                                   | L'Aquila      | Crolli all'edificio scolastico e danni alla chiesa di Santa Gemma. Pesanti danni al campanile di Santa Maria Nova. Inagibili l'intero centro storico e la stazione ferroviaria. | -       |
| L'Aquila e frazioni                                                                              | L'Aquila      | L'Aquila: seri danni, soprattutto nel centro storico. Diversi edifici monumentali e civili sono crollati, tra cui una parte del transetto della basilica di Santa Maria di Collemaggio, parte del transetto nel Duomo, la cupola della Chiesa delle Anime Sante, parte del campanile della basilica di San Bernardino, il cupolino della chiesa di Sant'Agostino, parte della facciata della chiesa di San Vito. Registrati inoltre il crollo di parte della facciata e del campanile della chiesa di San Pietro a Coppito e ingenti danni alla chiesa di Santa Maria Paganica. Inagibile il Museo nazionale d'Abruzzo. Crollata la Casa dello Studente. Crollo totale del Palazzo della Prefettura, sede tra l'altro dell'Archivio di Stato, e dell'hotel "Duca degli Abruzzi". Gravissimi danneggiamenti all'Università dell'Aquila e all'ospedale San Salvatore. Comunicazioni telefoniche e servizi Internet completamente fuori uso, il satellitare è l'unica copertura disponibile. (220 vittime)                                                     | 272     |
| L'Aquila e frazioni                                                                              | L'Aquila      | Arischia: inagibile tutto il centro storico, seri danni alla chiesa parrocchiale di San Benedetto. (2 vittime) | 272     |
| L'Aquila e frazioni                                                                              | L'Aquila      | Bazzano: crollo di parte della facciata della chiesa di Santa Giusta, con caduta del campanile. Numerose abitazioni danneggiate e inagibili. Svariati crolli. Crollo di parte della montagna. Crepacci nelle strade, ad esempio via Santi Sipontini. | 272     |
| L'Aquila e frazioni                                                                              | L'Aquila      | Camarda: diversi danni. Crollo della torre medievale. | 272     |
| L'Aquila e frazioni                                                                              | L'Aquila      | Bagno e frazioni vicine: Numerosi crolli nei centri storici, crollo della chiesa di Bagno Grande (detta la Culla della Madonna del Buon Consiglio), danneggiata la parrocchiale Santa Maria di Bagno del 1961 nella quale è caduta la statua dell'Immacolata, crollata la facciata della chiesetta di Santa Giusta a Vallesindola. Lesionate: la parrocchiale santuario di S.Raniero Vescovo di Forcona a Civita, la chiesa dell'Assunta a Bagno Piccolo, San Benedetto, San Michele Arcangelo, Madonna di Fontevivoli, Madonna Regina degli Angeli, la torre medievale dell'antica Cattedrale di San Massimo patrono dell'aquila. Intatta dalla caduta di grandi massi è la chiesetta della Madonna delle Canali a 960 m s.l.m. (4 vittime) | 272     |
| L'Aquila e frazioni                                                                              | L'Aquila      | Menzano: (1 vittima) | 272     |
| L'Aquila e frazioni                                                                              | L'Aquila      | Monticchio: Danni a numerosi edifici crollati e numerose abitazioni lesionate. (1 vittima) | 272     |
| L'Aquila e frazioni                                                                              | L'Aquila      | Onna: paese distrutto, l'80% degli edifici è crollato, l'altro 20% inagibile, il ponte sull'Aterno-Pescara è crollato. (41 vittime su circa 350 abitanti) | 272     |
| L'Aquila e frazioni                                                                              | L'Aquila      | Paganica: crolli di edifici e di una parte del convento di Santa Chiara. (2 vittime) | 272     |
| L'Aquila e frazioni                                                                              | L'Aquila      | Poggio di Roio: Centro storico quasi totalmente distrutto, danni anche al Santuario. (1 vittima) | 272     |
| L'Aquila e frazioni                                                                              | L'Aquila      | Preturo: (1 vittima) | 272     |
| L'Aquila e frazioni                                                                              | L'Aquila      | San Gregorio: Il nucleo centrale del paese è andato completamente distrutto compresa la chiesa di San Gregorio Magno e una casa famiglia, anche nelle zone periferiche si rilevano molteplici danni e crolli tra cui il crollo totale del mulino cinquecentesco sul fiume Aterno nel quale hanno perso la vita i due proprietari, in totale si contano nove vittime tra cui una bimba di 11 anni tornata per le vacanze pasquali. (9 vittime) | 272     |
| L'Aquila e frazioni                                                                              | L'Aquila      | Tempera: molteplici crolli (compreso quello totale della chiesa centrale e quello parziale degli antichi mulini) e distruzione quasi completa del nucleo centrale del paese. Seri danni anche nei quartieri più nuovi. Spostamento e abbassamento delle falde acquifere delle Sorgenti del fiume Vera. (8 vittime) | 272     |
| Lucoli                                                                                           | L'Aquila      | Crolli al Colle di Lucoli, paese chiuso a causa di diverse abitazioni crollate. Collimento, crolli nella piazza della posta, area chiusa. Casamaina, Casavecchia, Lucoli Alto, Francolisco, San Menna, segni evidenti di cedimenti strutturali. Diverse chiese d'interesse storico, tra cui l'Abbazia di San Giovanni (XII sec.) e la chiesa della Beata Cristina a Colle di Lucoli hanno riportato evidenti lacerazioni. Circa 400 persone in tre tendopoli: Ville di Lucoli/San Menna, Campo Felice (m 1560)/Casamaina, e San Giovanni. | -       |
| Magliano de' Marsi                                                                               | L'Aquila      | Lievi danneggiamenti a muri privati e pubblici. | -       |
| Molina Aterno                                                                                    | L'Aquila      | Danni alla scuola materna, alla scuola elementare e a diversi edifici del centro storico. | -       |
| Montereale                                                                                       | L'Aquila      | Danni al convento di San Leonardo con evacuazione delle suore di clausura da Ansa. | -       |
| Ocre                                                                                             | L'Aquila      | Crolli di vari edifici e del Castello di Ocre. | -       |
| Ofena                                                                                            | L'Aquila      | Molte abitazioni inagibili, soprattutto nel centro storico. | -       |
| Pizzoli                                                                                          | L'Aquila      | Diversi edifici lesionati. | 1       |
| Poggio Picenze                                                                                   | L'Aquila      | Crollo di edifici nel centro storico.Danni riportati dalla chiesa di San Felice Martire, Municipio, edificio scolastico inagibili. (5 vittime) | 5       |
| Prata d'Ansidonia                                                                                | L'Aquila      | Decine di abitazioni danneggiate. | -       |
| Pratola Peligna                                                                                  | L'Aquila      | Lesioni al santuario della Madonna della Libera. | -       |
| Raiano                                                                                           | L'Aquila      | Lesioni alle chiesa di Sant'Onofrio, Santa Maria Maggiore e a vari edifici del quartiere Sant'Antonio. | -       |
| Rivisondoli                                                                                      | L'Aquila      | Lesioni e piccolo crollo del campanile della chiesa principale situata a Piazza Garibaldi. | -       |
| Rocca di Cambio                                                                                  | L'Aquila      | Centinaia di abitazioni danneggiate. Diverse case di villeggiatura e alberghi, costruiti più di recente e rimasti integri, sono stati adibiti a ricovero per gli sfollati. La strada di collegamento tra le Rocche e la valle è stata sinistrata. | -       |
| Rocca di Mezzo                                                                                   | L'Aquila      | Parziale crollo del campanile della chiesa di Rovere. | -       |
| San Demetrio ne' Vestini                                                                         | L'Aquila      | Crolli e lesioni agli edifici. Crollo di una parte della facciata della chiesa della Madonna dei Raccomandati. Crollo del campanile nella frazione di San Giovanni. | 3       |
| San Pio delle Camere                                                                             | L'Aquila      | Castelnuovo: distruzione quasi totale del centro storico e crollo parziale delle pareti della chiesa tratturale. | 5       |
| Sant'Eusanio Forconese                                                                           | L'Aquila      | Crolli e lesioni agli edifici, paese quasi completamente inagibile con gravi danni e numerosi crolli. Crollo di una parte della facciata, del rosone e di una parte del soffitto della chiesa di Sant'Eusanio. Vari danni nella chiesa della Madonna della Pietà. | -       |
| Santo Stefano di Sessanio                                                                        | L'Aquila      | Danni ingenti agli edifici storici, la torre medicea è crollata. | -       |
| Scanno                                                                                           | L'Aquila      | Danni alle chiese di Sant'Antonio da Padova e della Madonna delle Grazie e alla scalinata di accesso della biblioteca comunale. | -       |
| Scoppito                                                                                         | L'Aquila      | Lesioni agli edifici e alcuni crolli, la maggior parte degli edifici è comunque subito agibile. Tra gli edifici inagibili vi è il Palazzo Municipale, le funzioni comunali sono parzialmente trasferite presso il Centro di Coordinamento Comunale (C.O.C.) istituito per fronteggiare l'emergenza, sito presso la sede della Scuola Materna di Madonna della Strada in via Roma. Presso il Campo sfollati n. 1 di Scoppito è presente l'Ufficio Anagrafe provvisorio. Gli edifici verificati alla data del 02/05/2009 sono 525: agibili al 68,95%; per l'11,05% sono temporaneamente inagibili (ripristinabili con rapidi interventi di consolidamento); il 4,38% è parzialmente agibile; il 12,19 è totalmente inagibile; il 2,86% inagibile per "rischio esterno"; lo 0,57% degli edifici è da rivedere (dati al 02/05/2009 fonte Comune Scoppito). | -       |
| Scurcola Marsicana                                                                               | L'Aquila      | Lievi danneggiamenti ai muri e al tetto della chiesa di Sant'Antonio da Padova e lesioni minime ad alcuni edifici privati del centro storico. | -       |
| Secinaro                                                                                         | L'Aquila      | Caduta di alcuni muri e danni alla chiesa di San Nicola. | -       |
| Sulmona                                                                                          | L'Aquila      | 77 edifici inagibili fra sedi di uffici o enti, chiese e case, in maggioranza non abitate. Qualche decina di sfollati. Lesioni vistose in alcuni palazzi di Piazza del Carmine, crollo del cornicione della Chiesa di Santa Caterina. Inagibili alcuni edifici scolastici, alcune abitazioni, la chiesa di San Filippo Neri. Lesioni di minor entità in diversi edifici del centro storico, tra cui il complesso architettonico della Santissima Annunziata. | 1*      |
| Tione degli Abruzzi                                                                              | L'Aquila      | Case crollate, crepe e lesioni in altri edifici. | -       |
| Tornimparte                                                                                      | L'Aquila      | Oltre 120 edifici inagibili, tra cui varie chiese e il palazzo municipale. Prevista la costruzione di circa 50 casette di legno per ospitare le famiglie sfollate. Gravemente danneggiato il ponte San Giovanni, collegamento principale del comune con la Strada Statale 17. | 2       |
| Villa Sant'Angelo                                                                                | L'Aquila      | Crollato il 90% degli edifici, 95% della popolazione ferita, 17 vittime su 436 abitanti, servizi telefonici e cellulari fuori uso, connessione e sistema Internet completamente distrutto. Crollo della parte posteriore della chiesa di San Michele. Crollo di parte della muratura posteriore e del campaniletto della chiesa della Madonna della Prata. Danni e crollo parziale del campanile della chiesa parrocchiale. | 17      |
| Bisenti                                                                                          | Teramo        | Lesioni ad alcune abitazioni; qualche crepa alla chiesa di Santa Maria degli Angeli e alla sede del municipio, precauzionalmente chiusi. | -       |
| Campli                                                                                           | Teramo        | Danni a tutti i monumenti case diventate macerie; persone che hanno dormito per strada per due mesi nelle macchine e, tutt'oggi, danni non riparati. Pericolante il campanile della chiesa di Collicelli. | -       |
| Castelli                                                                                         | Teramo        | Numerosi edifici lesionati. Centro storico parzialmente evacuato. Danni ingenti al patrimonio storico artistico. | -       |
| Colledara                                                                                        | Teramo        | Crepe all'interno del Municipio. La frazione medievale di Castiglione della valle quasi completamente distrutta. Numerose abitazioni lesionate. | -       |
| Montorio al Vomano                                                                               | Teramo        | Lesioni a numerose abitazioni del centro storico. La frazione Faiano quasi completamente distrutta. Numerose abitazioni lesionate. | -       |
| Nereto                                                                                           | Teramo        | Dichiarata inagibile l'antica chiesa intitolata al patrono del paese San Martino di Tours, tra le più antiche dell'Abruzzo, che era stata restituita al culto nel 1998 dopo una prolungata fase di restauro. | -       |
| Pietracamela                                                                                     | Teramo        | Crolli di vecchi edifici, muri a secco e comignoli.Famiglie sfollate. | -       |
| Penna Sant'Andrea                                                                                | Teramo        | Parte della Statale 81 chiusa nei pressi della chiesa di Santa Maria del Soccorso che viene chiusa a causa di alcune pericolose e visibili lesioni. | -       |
| Teramo                                                                                           | Teramo        | Inagibili il palazzo del Comune e della Provincia.Qualche edificio lesionato, crollo parziale del campanile della chiesa dello Spirito Santo; nel comune di Teramo 54 edifici sono stati dichiarati inagibili e 40 parzialmente inagibili, per quanto riguarda invece la provincia di Teramo 180 edifici sono stati dichiarati inagibili e 27 parzialmente inagibili e per 154 vengono suggeriti approfondimenti tecnici, traslazione dell'asse del campanile di San Domenico; crollo del soffitto della chiesa di Poggio Cono. | -       |
| Chieti                                                                                           | Chieti        | Profonde e pericolose crepe nella cupola circolare dell'altare maggiore della cattedrale di San Giustino, nelle arcate, in un cornicione che nei giorni successivi continua ad abbassarsi, in alcune scale disconnesse e, nell'ingresso, profonda crepa che si allunga, attraversando l'organo, fino al rosone maggiore; gravi danneggiamenti a Palazzo d'Achille (sede del Municipio); lesioni diffuse al palazzo del Tribunale in centro storico, di cui è stata disposta l'immediata chiusura; lesioni alla chiesa di San Francesco al Corso e sua chiusura; danni alla rete idrica; calcinacci emessi dalla cupola; lesioni in un condominio interamente evacuato. Vari danneggiamenti sono stati inoltre registrati anche in scuole (tra cui la scuola elementare Nolli e la scuola media Vicentini che subito sono state chiuse) e in diverse zone del resto della Provincia. La cattedrale e le chiese danneggiate sono poco dopo tornate agibili, il Palazzo Comunale è in via di restauro. Variato il percorso della Processione del Cristo Morto. | -       |
| Fara Filiorum Petri                                                                              | Chieti        | Danni alla chiesa del Santissimo Salvatore e ad alcune abitazioni nel centro storico. | -       |
| Francavilla al Mare                                                                              | Chieti        | Chiusa per misura precauzionale la chiesa di San Franco. | -       |
| Guardiagrele                                                                                     | Chieti        | Alcune case lesionate, lesioni alla chiesa di San Nicola Greco e crollo parziale del tetto di palazzo Mucci. | -       |
| Miglianico                                                                                       | Chieti        | Alcune case lesionate, crollo parziale del campanile della chiesa di San Pantaleone. | -       |
| Ripa Teatina                                                                                     | Chieti        | Alcune case lesionate, lesioni alla chiesa di Santo Stefano e Convento Francescano. | -       |
| Brittoli                                                                                         | Pescara       | Alcune case lesionate e crolli; crollo del Palazzo baronale. | -       |
| Bussi sul Tirino                                                                                 | Pescara       | Alcuni feriti, alcune case lesionate, centro storico evacuato con maggioranza degli edifici inagibili. | -       |
| Castiglione a Casauria                                                                           | Pescara       | Lesioni alla basilica di San Clemente. | -       |
| Civitella Casanova e frazioni                                                                    | Pescara       | Gravissimi danni alla chiesa madre, inagibile, soprattutto al campanile che è stato rimosso per precauzione. Danni al centro storico del paese completamente evacuato con seri danni nelle abitazioni, in particolar modo in quelle nella zona della piazza della chiesa madre, dove i residenti hanno visto l'aprirsi di muri e lo spostamento dei tetti durante i tragici minuti del sisma. | -       |
| Farindola                                                                                        | Pescara       | Alcune case lesionate, lesioni e crepe anche nella scuola. | -       |
| Loreto Aprutino                                                                                  | Pescara       | Crollato il campanile della chiesa di San Francesco, chiusa per inagibilità anche la chiesa di San Pietro e il municipio, lesioni a varie abitazioni. | -       |
| Pescara                                                                                          | Pescara       | Lievi danni alla rete idrica e alcuni condomini leggermente lesionati. | -       |
| Pianella                                                                                         | Pescara       | Danni a molti edifici, in particolare a quelli del centro storico. Consistenti danni alle chiese di San Domenico, della Madonna del Carmine. Inagibile la Parrocchia Sant'Antonio Abate. | -       |
| Penne                                                                                            | Pescara       | Le chiese storiche lesionate, 200 edifici controllati, la scuola Statale d'arte inagibile, 4 case sono state demolite per precauzione. | -       |
| Popoli                                                                                           | Pescara       | Vari crolli e lesioni in edifici del centro storico (come la chiesa di San Domenico, destinata alla demolizione o la sede del Comune, dichiarata inagibile), danni alla rete idrica, danni alla viabilità (chiusi i ponti verso Vittorito e verso le Svolte), danni rilevanti alle attività produttive (interrotta la produzione alla Gran Guizza per danni all'impianto di pescaggio e alla palazzina degli uffici). | -       |
| Tocco da Casauria                                                                                | Pescara       | Municipio storico danneggiato e reso inagibile. Chiesa di Sant'Eustachio danneggiata e resa inagibile. | -       |
| Torre de' Passeri                                                                                | Pescara       | Molte abitazioni danneggiate. Lesioni alla chiesa parrocchiale, totalmente inagibile. Gravi danni alle strutture di Palazzo Mazzara-Gizzi. | -       |
| Lazio                                                                                            |               | |         |
| Montelanico                                                                                      | Roma          | La chiesa di San Pietro è gravemente lesionata con danni alle volte, al catino absidale e nelle cappelle laterali lesioni più consistenti lungo le pareti e le volte, colpito anche il campanile che presenta lesioni verticali lungo le pareti. | -       |
| Roma                                                                                             | Roma          | Lesioni alle Terme di Caracalla, a un condominio e a una scuola. | 1*      |
| Antrodoco                                                                                        | Rieti         | Lesioni alla Sala conferenze di Sant'Agostino, alla scuola media e a una decina di abitazioni private. | -       |
| Borgorose                                                                                        | Rieti         | Danni nelle strutture pubbliche, nell'ufficio dei servizi sociali, e nelle chiese di tutte le frazioni. | -       |
| Fiamignano                                                                                       | Rieti         | Lesioni all'edificio comunale e a diverse abitazioni private. Una casa sfollata. | -       |
| Pescorocchiano                                                                                   | Rieti         | Danni nelle strutture pubbliche, in alcuni edifici dei centri storici e nelle chiese di tutte le frazioni. | -       |
| Rieti                                                                                            | Rieti         | Lesionati alcuni edifici e abitazioni. | -       |
| Fiuggi                                                                                           | Frosinone     | Lesioni ad alcuni edifici nel centro storico e nella zona termale. | -       |
| Giuliano di Roma                                                                                 | Frosinone     | Caduta di intonaci esterni e interni nella chiesa di Santa Maria maggiore, appena restaurata. Alcune crepe nelle abitazioni del borgo medievale. | -       |
| Sora                                                                                             | Frosinone     | Evacuato un palazzo nella città. | -       |
| Isola del Liri                                                                                   | Frosinone     | Leggere scosse su tutto il tessuto urbano senza danni. | -       |
| Veroli                                                                                           | Frosinone     | Accentuazione vistosa di crepe nell'abside della basilica di Santa Maria Salome, rimasta chiusa per alcuni giorni. | -       |
| Villa Santo Stefano                                                                              | Frosinone     | Lesione alla chiesa di Santa Maria. | -       |
| Trivigliano                                                                                      | Frosinone     | Lesione alla chiesa di Santa Maria Assunta. | -       |
| Orte                                                                                             | Viterbo       | Lesioni all'ex ospedale nel centro storico causato da crolli di calcinacci e crepe. | -       |
| Marche                                                                                           |               | |         |
| Ascoli Piceno                                                                                    | Ascoli Piceno | Lesionate e chiuse precauzionalmente la chiesa di Santa Maria della Carità e la chiesa di Sant'Angelo Magno nel centro storico. | -       |
| Castel di Lama                                                                                   | Ascoli Piceno | Lievemente lesionata e chiusa precauzionalmente la chiesa di Santa Maria in Mignano. | -       |
| Offida                                                                                           | Ascoli Piceno | Lievemente lesionata la chiesa della collegiata: si sono staccati dalla cupola piccoli pezzi di intonaco. | -       |
| Umbria                                                                                           |               | |         |
| Terni                                                                                            | Terni         | Lievi lesioni alla cappella della chiesa di San Francesco (quasi distrutta durante i conflitti mondiali) e venature sul Palazzo del Comune. | -       |
| (*) deceduto per infarto dovuto alla scossa di terremoto, non per danno causato da quest'ultimo. |               | |         |

### Funerali

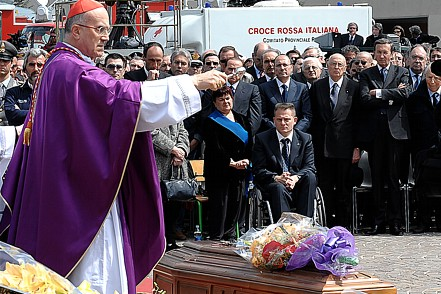
Un momento della cerimonia funebre

Il 10 aprile avvennero i funerali di stato di 205 delle 308 vittime accertate alla Scuola Ispettori e Sovrintendenti della Guardia di Finanza a Coppito dell'Aquila alla presenza di 1.600 familiari e 5.000 persone. I funerali furono officiati dal segretario di Stato Vaticano Tarcisio Bertone e dal vescovo dell'Aquila Giuseppe Molinari. Il segretario di stato Vaticano ricevette la dispensa e gli oli santi da papa Benedetto XVI per celebrare la messa durante il venerdì santo, inoltre il papa inviò il suo segretario personale, Georg Gänswein, a leggere un suo messaggio all'inizio della cerimonia.
All'interno della scuola campeggia, ben visibile, il motto latino della Guardia di Finanza Nec recisa recedit, che letteralmente significa neppure spezzata retrocede.
Alla cerimonia erano presenti il presidente della Repubblica Giorgio Napolitano, i presidenti di Senato e Camera dei deputati Renato Schifani e Gianfranco Fini, il presidente del Consiglio Silvio Berlusconi, il presidente della Regione Abruzzo Gianni Chiodi, alcuni membri dell'opposizione, Dario Franceschini con Piero Fassino, Paolo Ferrero, Rosy Bindi, Franco Marini, Paolo Cento e Lorenzo Cesa. Inoltre era presente il ministro dell'Interno Roberto Maroni coi sottosegretari Gianni Letta e Paolo Bonaiuti, l'ex presidente della repubblica Carlo Azeglio Ciampi, il presidente della regione Sardegna Ugo Cappellacci.
Durante la cerimonia, Il Cardinal Tarcisio Bertone ricordò il capo squadra esperto dei vigili del fuoco, Marco Cavagna di Treviolo (Bergamo), tragicamente scomparso durante i soccorsi ai terremotati. Cavagna lasciava la moglie e due figli di sei e dieci anni. Nella mattinata di mercoledì 30 settembre 2009, per il settantesimo anniversario di fondazione del Corpo Nazionale dei Vigili del Fuoco, Giorgio Napolitano consegna alla moglie la medaglia d'oro al valore civile.
Dopo la cerimonia cristiana ci fu il rito islamico per i sette morti musulmani officiato dall'imam e presidente dell'Unione delle Comunità e Organizzazioni Islamiche in Italia Mohammed Nour Dachan.

## Fasi dell'emergenza
L'evento nell'immediato comportò un dispiegamento notevole di forze di polizia, mezzi di soccorso aerei e terrestri di vigili del fuoco, protezione civile, esercito, Marina Militare e Aeronautica Militare. Le fasi dell'emergenza furono suddivise in una prima fase costituita dagli immediati e successivi soccorsi ai coinvolti, una fase costituita dalla realizzazione e gestione delle tendopoli e una dalla realizzazione delle case provvisorie per quanto riguarda l'emergenza abitativa e in ultimo quella della messa in sicurezza degli edifici lesionati e della successiva ricostruzione. Subito dopo la prima e la seconda fase dell'emergenza la Protezione Civile interdice al transito pedonale, per motivi di sicurezza, diverse zone colpite dal sisma, dal centro storico dell'Aquila ai centri limitrofi maggiormente coinvolti, etichettandoli come "zona rossa".

### Misure immediate
I provvedimenti di sicurezza presi immediatamente in seguito al sisma sono stati molteplici. Chiusura completa del tratto autostradale dell'A24 compreso tra Valle del Salto e Assergi in entrambe le direzioni, del tratto Roma-Tornimparte al traffico di mezzi pesanti superiori alle 7,5 tonnellate e un tratto della Tiburtina Valeria da Corfinio verso Roma per verificare la stabilità di alcune strutture. Il Governo approvò in breve tempo un decreto che stabiliva lo stato di emergenza nazionale, attribuendo la qualifica di Commissario per l'Emergenza a Guido Bertolaso, capo della Protezione Civile; vennero predisposte le attivazioni delle unità di Vigili del Fuoco e Protezione Civile, la definizione delle linee logistiche e lo stanziamento, in seguito, dei fondi per la ricostruzione della città.

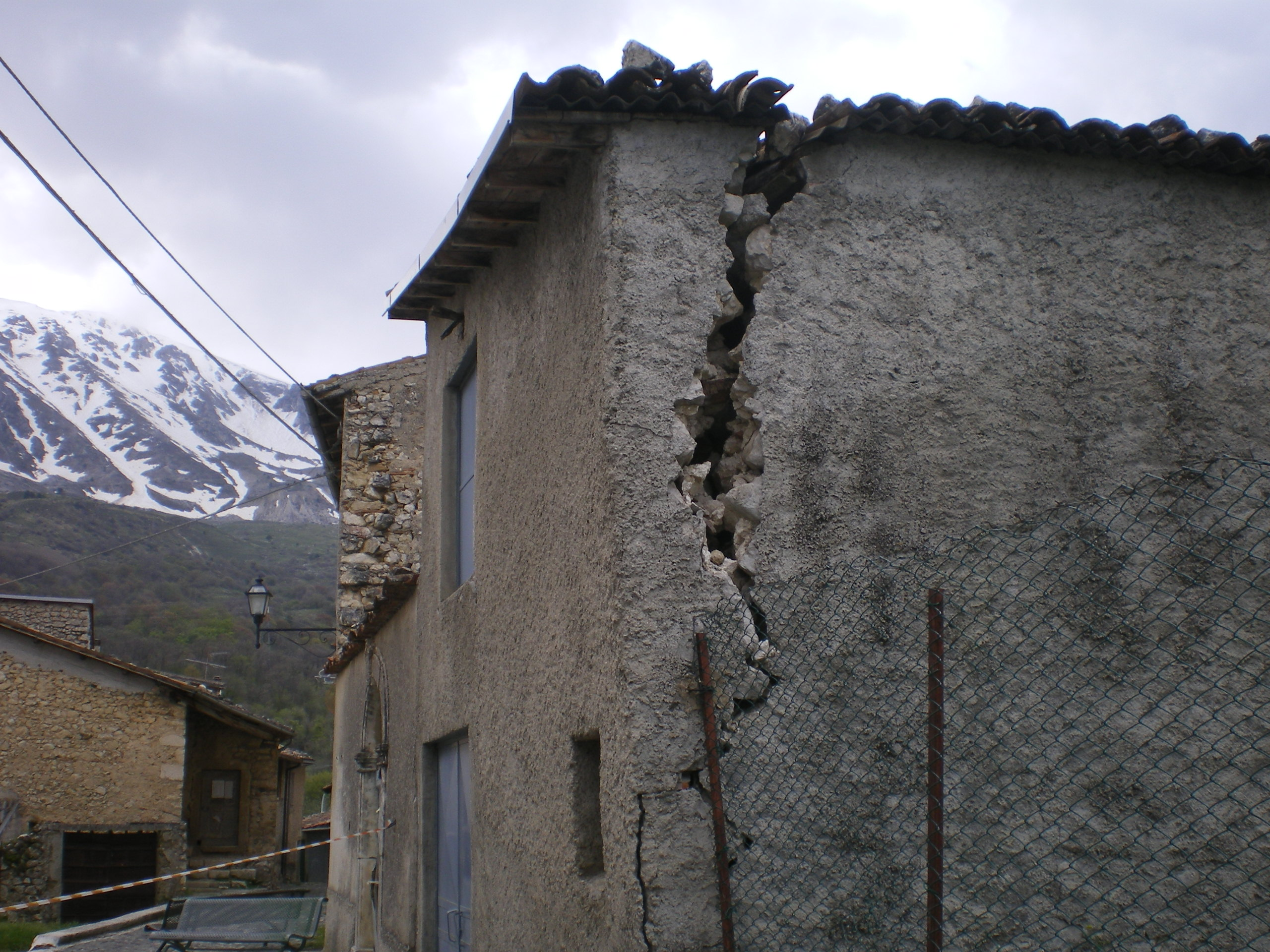
Edificio lesionato a San Martino d'Ocre

La Protezione Civile raccomandò nell'immediato e nei giorni a seguire di non mettersi in viaggio verso l'Abruzzo, il Molise, l'Umbria o le Marche in modo da non intralciare i mezzi di soccorso dei Vigili del Fuoco e della Protezione Civile. Quest'ultima diramò inoltre un'allerta sismica della durata di 4 settimane, sconsigliando alle persone colpite di rientrare durante questo lasso di tempo nelle abitazioni rimaste indenni o leggermente lesionate per via della possibilità di altri terremoti di eguale o addirittura superiore potenza.
Arrivarono all'Aquila sin dal primo mattino il Capo del Dipartimento della Protezione Civile Guido Bertolaso, il presidente della Regione Giovanni Chiodi e alcune colonne di automezzi della Protezione Civile. Nel pomeriggio arrivarono il Presidente del Consiglio dei ministri Silvio Berlusconi, il ministro dell'Interno Roberto Maroni e il ministro delle Infrastrutture e dei Trasporti Altero Matteoli.

### Diffusione mediatica
I mass media offrirono un'ampia copertura dell'accaduto con le reti televisive nazionali e locali che presentarono in diretta gli avvenimenti già meno di un'ora dopo l'accaduto. Si tratta verosimilmente dell'evento sismico meglio seguito e documentato in Italia in tal senso grazie anche all'ampia diffusione di notizie, filmati, interviste, report fotografici via web grazie alla rete Internet.
Tra i coinvolti del sisma ci fu anche Giustino Parisse, giornalista locale del quotidiano abruzzese Il Centro, che, nella perdita dei due figli e del padre nel disastro di Onna, diventerà uno dei simboli della tragedia aquilana continuando il suo prezioso lavoro di denuncia e approfondimento giornalistico nei mesi a seguire su varie testate giornalistiche nazionali e in varie testimonianze/interviste nelle emittenti televisive locali e nazionali.

### Effetti economici
Oltre ai danni materiali su edifici pubblici, privati e storico-artistici, si aggiungono danni rilevanti di natura economica all'impianto produttivo aquilano: molti negozi e attività commerciali erano state messe fuori uso con forti ripercussioni occupazionali a breve, medio e lungo termine. Colpite anche le aziende del polo tecnologico elettronico (es. Alenia), con strutture operative inagibili, che migrano parzialmente la loro attività nelle sedi di Roma.
L'Aquila, città universitaria, rischiava seriamente l'abbandono di gran parte degli studenti e la perdita di tutti gli introiti economici da essi derivanti: in particolare l'Università degli Studi dell'Aquila, in accordo col Ministero dell'istruzione, dell'università e della ricerca, varò successivamente misure contro l'abbandono degli studenti quali il blocco delle imposte universitarie per immatricolazioni. Nuove strutture provvisorie per studenti, compresi luoghi di intrattenimento, sorgeranno poi in zone della città non particolarmente colpite.
A fronte di tale situazione il Governo varò sia un sussidio per l'autonoma sistemazione per chi aveva perso la casa, sia un sussidio di disoccupazione per la perdita del lavoro. Come ulteriore contromisura l'evento comportò il blocco del pagamento delle imposte da parte dei residenti dell'area colpita come previsto dal piano di intervento e ricostruzione del Governo e come accaduto in passato per altri terremoti italiani. Si tenterà poi di risollevare l'economia locale appoggiandosi il più possibile ad aziende e cooperative locali per la fornitura di materiali e opere utili alla ricostruzione.

#### Decreto Abruzzo
Nel cosiddetto decreto Abruzzo, approvato dopo la Pasqua del 2009, erano state previste misure per fronteggiare l'emergenza terremoto:
- Sospensione del pagamento dei contributi previdenziali, assistenziali e del premio delle assicurazioni contro infortuni e malattie professionali per quanto riguarda i lavoratori autonomi, che verranno anche indennizzati dallo Stato con 800 euro al mese, per tre mesi.
- Contributo fino a 400 euro al mese per le famiglie degli sfollati (100 euro a persona), 500 se in presenza di persone oltre i 65 anni o portatrici di handicap, 200 se il nucleo familiare è composto da un'unica persona[113].
- Sospensione per 2 mesi del pagamento delle utenze telefoniche, idriche, elettriche e del gas.
- Sospensione per 4 mesi del pagamento delle rate dei mutui da parte degli sfollati.
- Istituzione di conti correnti sotto l'egida del Dipartimento della Protezione Civile, per ricevere le donazioni.
- Deroga all'obbligo dei 200 giorni per salvare l'anno scolastico.[114]
- Immediati aiuti per 70 milioni di euro.
- Fornitura, senza procedure burocratiche, di farmaci salvavita per patologie croniche e acute e in generale di ogni farmaco con necessità di ricetta medica.
- Invio di 700 militari per contrastare lo sciacallaggio.[115]

Il decreto-legge 28 aprile 2009, n. 39, pubblicato nella Gazzetta Ufficiale n. 97 del 28 aprile 2009 e recante: "Interventi urgenti in favore delle popolazioni colpite dagli eventi sismici nella regione Abruzzo nel mese di aprile 2009 e ulteriori interventi urgenti di protezione civile" contiene una serie di misure volte al finanziamento degli interventi della prima fase di gestione dell'emergenza e delle successive fasi di ricostruzione.
Successivamente il Governo stanzia 14,767 miliardi di euro per la ricostruzione, stimata in 10 anni, di cui 4.3 miliardi destinati alla ricostruzione di edifici privati e 10 miliardi per gli edifici pubblici. Effettivamente, al febbraio 2010, nelle disponibilità del Commissariato Delegato per la Ricostruzione risultano 3,13 miliardi, di cui 1,40 miliardi erogati nel corso dello stesso anno.

### Sciacallaggio
Nei giorni successivi al disastro si verificarono alcuni episodi di sciacallaggio, come riferito dal capo della polizia Antonio Manganelli a Sky TG24: furto di oggetti di valore nelle case semidistrutte; furto di generi alimentari; vendita di generi alimentari a prezzi spropositati, come gli episodi della vendita di benzina a 5 euro al litro e di carne a 80 euro al chilogrammo.
A contrastare il fenomeno venne chiamato in causa l'esercito con azioni durature di pattugliamento e supervisione delle aree maggiormente a rischio come ad esempio la "zona rossa" del centro storico dell'Aquila e i centri limitrofi maggiormente coinvolti e l'istituzione parallela di un'apposita squadra antisciacalli guidata dal vicequestore aggiunto Massimo Capozza, composta da 90 agenti, in pattuglie di 5 poliziotti.

#### Sciacallaggio mediatico
Da segnalare anche il commento del TG1; il 7 aprile, durante la diretta, la giornalista ha dato largo credito degli enormi indici d'ascolto fatti registrare da tutte le edizioni principali e da tutti gli speciali del telegiornale andati in onda durante il giorno precedente. Questo incidente ha scatenato inevitabilmente parecchi strascichi di polemiche.

#### La "falsa" Protezione Civile
In svariate città come Teramo, Rieti, Avezzano, Tivoli, Sora si verificarono anche episodi di sciacallaggio telematico; fingendosi ufficiali delle forze dell'ordine o delle istituzioni, furfanti invitavano la cittadinanza, tramite SMS, Internet o telefono, ad abbandonare il luogo in cui si trovavano asserendo l'imminenza di una scossa sismica. Furono registrati anche alcuni casi di false raccolte fondi per le vittime.
Oltre agli sciacalli all'Aquila, la polizia dovette sgominare una banda di "falsi protettori civili" poiché la mattina del 13 aprile 2009 andavano, muniti di megafoni, a svegliare la popolazione del quartiere Prati a Roma, con un'auto fasulla della Protezione Civile allarmandoli di un imminente terremoto che avrebbe colpito la capitale.
Un evento simile si verificò a Tempera il giorno 28 aprile, creando allarmismi nella popolazione. Numerose persone rientrate nelle loro case non lesionate uscirono di nuovo nei campi in preda al panico.

## Azioni di solidarietà

### Aiuti dall'Italia
Molte compagnie italiane offrirono in vari modi il loro aiuto. Tutte le compagnie di telefonia mobile italiane (TIM, Vodafone, Wind, 3) e vari operatori virtuali di rete mobile inviarono minuti gratuiti di telefonate e ricariche a tutti i loro clienti in Abruzzo ed estesero la propria copertura con stazioni di ricezione addizionali per poter servire le tendopoli. Inoltre, alcune compagnie spedirono telefoni cellulari e SIM Card a coloro che avevano perduto i propri cellulari, e adottarono un unico numero nazionale cui fare donazioni effettuando una chiamata o spedendo un SMS. Poste Italiane inviò nei campi alcune unità mobili con funzione di ufficio postale, per permettere agli sfollati di depositare o ritirare denaro dal proprio conto.
Molte altre aziende, come la pay-tv Sky Italia, sospesero il pagamento delle bollette per tutti i clienti abruzzesi e offrirono alcuni decoder alle tendopoli per permettere agli sfollati la visione dei funerali e delle ultime notizie. Ferrovie dello Stato mise a disposizione dei senzatetto alcuni vagoni letto e offerse biglietti gratuiti per tutte le persone e gli studenti in Abruzzo.
L'AISCAT (Associazione Italiana Società Concessionarie Autostrade e Trafori) dichiarò di aver soppresso il pedaggio a tutte le strade abruzzesi. Il CNI (Consiglio Nazionale Ingegneri) manifestò alla protezione civile la disponibilità di tecnici liberi professionisti a effettuare servizio volontario per i rilevamenti e le schedature post-terremoti degli immobili. Al 2 ottobre 2009, oltre ai tecnici inviati in ausilio da vari enti e uffici del Genio Civile, avevano prestato la loro opera circa 500 Ingegneri di tutta Italia, in turni di una settimana. Le operazioni di sopralluogo non erano ancora concluse. Anche le varie strutture regionali della Protezione Civile raccolsero le disponibilità, coordinando e inviando tecnici per le operazioni di rilievo del danno, verifica di agibilità degli edifici e progettazione dei primi interventi di sostegno delle strutture pericolanti.
La prima domenica dopo Pasqua, il 19 aprile, la CEI promosse una colletta in tutte le parrocchie italiane, da destinare alla Caritas per gli aiuti ai terremotati (in quell'occasione furono raccolti 27 milioni di euro). Questo denaro si aggiunse ai 5 milioni di euro messi a disposizione dalla Conferenza episcopale immediatamente dopo il sisma.

### Aiuti internazionali
Inizialmente, il Presidente del Consiglio Silvio Berlusconi rifiutò gli aiuti stranieri, affermando che gli Italiani sono "persone orgogliose" con risorse sufficienti per fronteggiare l'emergenza. In seguito il governo accettò gli aiuti americani: Berlusconi ricevette «una lunga telefonata» da parte del presidente statunitense. «Il presidente statunitense – spiegò il Cavaliere – mi ha detto che gli Stati Uniti sono a disposizione per qualunque esigenza e che il popolo e il Governo degli Stati Uniti ci sono vicini». Berlusconi aggiunse: «Se gli Stati Uniti vorranno dare un segno tangibile della loro vicinanza all'Italia potranno prendersi la responsabilità della ricostruzione dei beni culturali e delle chiese; noi saremo lietissimi di avere questo sostegno, questo contributo alla ricostruzione»; Berlusconi suggerì agli USA di ricostruire un «piccolo quartiere di un paese o un borgo». Offrirono il proprio aiuto Austria, Brasile, Città del Vaticano, Croazia, l'Unione europea, Francia, Germania, Spagna, Grecia, Slovacchia, Israele, Portogallo, Iran, Macedonia, Messico, Russia, Serbia, Slovenia, Svizzera, Tunisia, la Mezzaluna rossa turca, l'Ucraina, e gli Stati Uniti d'America.
Aiuti e prove di solidarietà giunsero anche da parte di varie organizzazioni, compagnie, club sportivi e celebrità, tra cui l'ACF Fiorentina, Carla Bruni, Madonna, Bunny Wailer, Napoli, Zastava e la Fiat.
Venerdì 20 novembre 2009, Paweł Samecki, Commissario UE agli aiuti umanitari, e Guido Bertolaso, Commissario delegato per l'emergenza terremoto nella Regione Abruzzo e capo della protezione civile, firmarono a Bruxelles l'accordo confermante l'assegnazione di 493,7 milioni di euro provenienti dal Fondo di solidarietà Ue, per aiutare la ricostruzione dell'Abruzzo colpito dal terremoto dell'aprile scorso. Samecki affermò che «È l'aiuto più importante accordato dal Fondo di solidarietà dalla sua creazione, nel 2002. Questa allocazione è proporzionata alla vastità dei danni subiti dall'Italia. La priorità è di rialloggiare e sostenere le migliaia di persone rimaste senza casa in seguito a una catastrofe senza precedenti».

## Gestione dell'emergenza abitativa
Inizialmente le richieste di indennizzo per danni subiti alle prime case eccederono il numero di nuclei familiari nell'intera zona del cratere, per le quali si rese dunque necessaria una verifica diretta di agibilità tramite le ispezioni degli addetti della Protezione Civile: tutti gli edifici vennero classificati su una scala di agibilità a partire dalla classe A (agibili) alla classe F (da demolire) passando per classi intermedie a vari livelli di danno.
Dai sopralluoghi effettuati in 73.484 edifici, pubblici e privati, il 48,1% (35.379 edifici) risultava inagibile. Per quanto riguarda L'Aquila, i danni maggiori si presentavano nel centro storico, soprattutto rione di San Pietro, e nei quartieri di Pettino, Santa Barbara e Valle Pretara. Il centro storico, di fatto totalmente inagibile, fu dichiarato "Zona rossa" e si trovò quasi totalmente a divieto d'accesso.
La Protezione Civile dispose la suddivisione delle inagibilità in sottoclassi per definirne meglio la complessità d'intervento e le agevolazioni economiche predisposte.
██ A (51,85%)
██ B (12,79%)
██ C (2,69%)
██ D (0,82%)
██ E (26,55%)
██ F (5,3%)
| Classe | Descrizione                                                                 | Edifici privati | Edifici pubblici | Totale |
| ------ | --------------------------------------------------------------------------- | --------------- | ---------------- | ------ |
| A      | Agibile                                                                     | 36.924          | 1.181            | 38.105 |
| B      | Temporaneamente inagibile ma agibile con provvedimenti di pronto intervento | 8.931           | 467              | 9.398  |
| C      | Parzialmente inagibile                                                      | 1.905           | 73               | 1.978  |
| D      | Temporaneamente inagibile da rivedere con approfondimento                   | 567             | 33               | 600    |
| E      | Inagibile                                                                   | 19.105          | 405              | 19.510 |
| F      | Inagibile per cause esterne                                                 | 3.827           | 66               | 3.893  |

Dati Protezione Civile
Il 1º dicembre 2009, a quasi otto mesi dal sisma che sconvolse la provincia dell'Aquila, vennero chiuse ufficialmente tutte le tendopoli allestite per gestire l'emergenza: le ultime 13 persone che vivevano ancora nelle tende furono infatti sistemate in alberghi e nella caserma Campomizzi all'Aquila. Sempre alla stessa data risultavano circa 18.000 persone distribuite tra alberghi e case private nell'Aquilano e nelle altre province, oltre 1.500 ospitate tra la Scuola della Guardia di Finanza di Coppito e la caserma Campomizzi, altre 6.700 nelle abitazioni antisismiche del progetto C.A.S.E. (Complessi Antisismici Sostenibili ed Ecocompatibili) e oltre 600 nei Moduli Abitativi Provvisori (M.A.P.) nei paesi della provincia dell'Aquila.
All'Aquila furono presentate da parte di residenti o domiciliati circa 12500 domande per il contributo di autonoma sistemazione, un sussidio previsto dal governo, per coloro che avessero provveduto a trovarsi autonomamente una sistemazione senza utilizzare le strutture messe a disposizione della protezione civile.
Al 6 aprile 2010, un anno dopo il terremoto, risultavano secondo le ultime stime 14.462 aquilani negli appartamenti del progetto C.A.S.E., altri 2.053 nei M.A.P., mentre più di tremila cittadini si sarebbero affidati al circuito dei fondi immobiliari dell'assistenza, dei contratti concordati, e 27.316 che avevano invece scelto la sistemazione autonoma presso amici e parenti.

### La"New Town"dell'Aquila

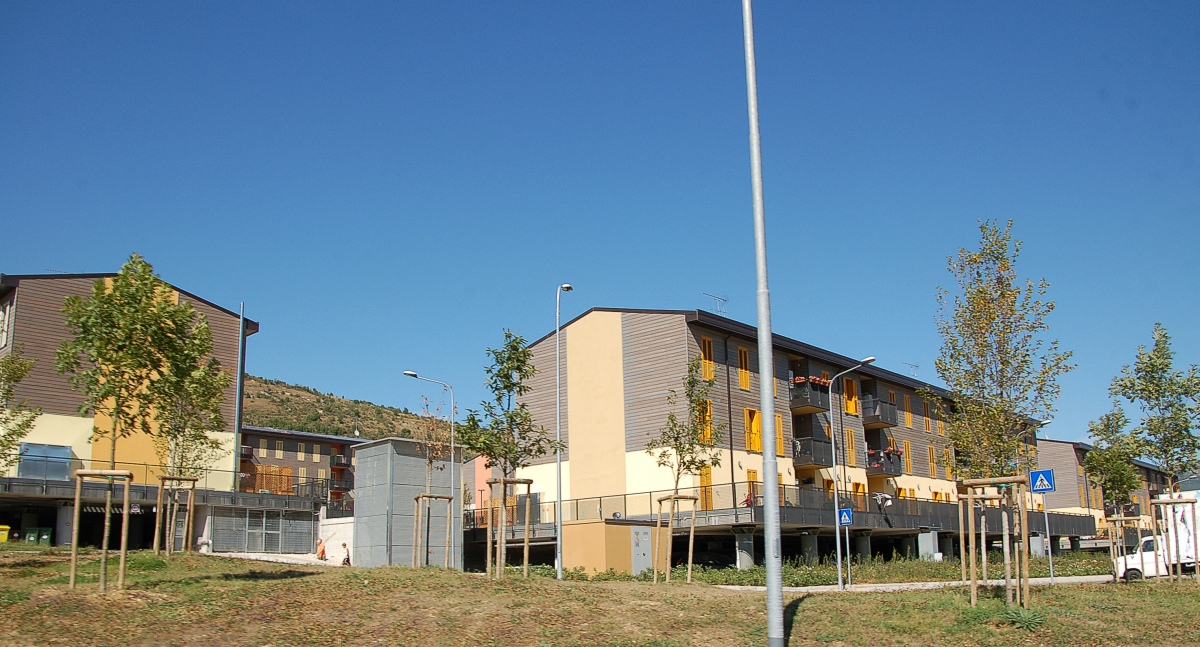
La "New Town" dell'Aquila, realizzata con Isolatori sismici, piloni sismici.

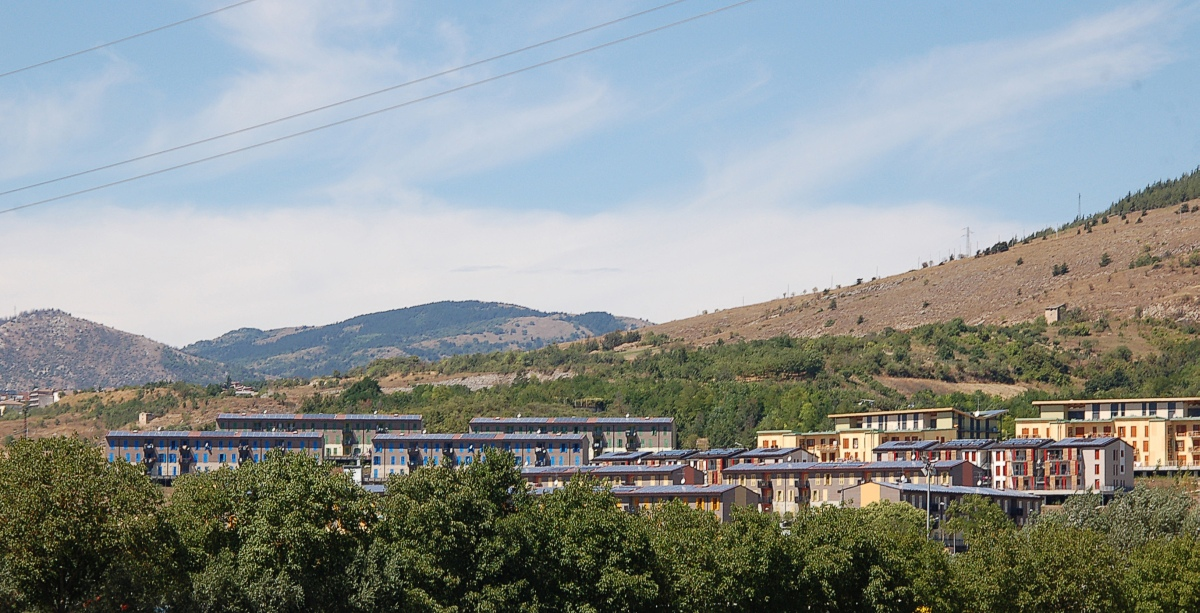
La "New Town" dell'Aquila

Sin dai primi giorni successivi, per mano del governo Berlusconi e del capo della protezione civile Guido Bertolaso, si parlò della costruzione di New Town nella periferia aquilana, una "nuova città" antisismica con case antisismiche oltre a veri e propri villaggi semi-permanenti, da sistemare fuori dai centri colpiti, per contenere l'emergenza abitativa evitando l'esodo della popolazione, da realizzarsi con Isolatori sismici, piloni costituiti da tre elementi d'acciaio sovrapposti per isolare le palazzine dal sisma, realizzatasi col successivo progetto C.A.S.E. e progetto M.A.P., ma gli aquilani e il comune dell'Aquila, nel timore che il nucleo della città potesse diventare una "città-museo", si opposero all'idea con pressanti richieste per la ricostruzione e il recupero del centro storico organizzandosi ben presto in comitati per la ricostruzione. Tali "New Towns" furono comunque costruite in pochi mesi presso Roio, Coppito, Preturo, Sassa, Bazzano, Ocre, Barisciano, San Pio delle Camere e Montereale. Poche settimane dopo l'inaugurazione delle casette, il crollo di un balcone alla contrada di Bagno sollevò vivaci polemiche sulla staticità delle casette. Qualche polemica ci fu sullo scarso coinvolgimento delle imprese locali nella ricostruzione, giudicate non idonee o all'altezza del know how richiesto per i complessi lavori da effettuare con le gare di appalto pubblico aggiudicate prevalentemente da aziende del Nord Italia. A seguito del sisma e della ricostruzione molti tecnici e critici misero in guardia dal rischio di infiltrazioni malavitose e relativa corruzione nonché il rischio di speculazione edilizia.

#### Progetto C.A.S.E.
Il 23 aprile 2009 il Consiglio dei Ministri no. 46, svoltosi all'Aquila, approvando un pacchetto di misure di emergenza approvava anche la progettazione e realizzazione, nei comuni terremotati, di moduli abitativi destinati a una utilizzazione durevole e rispondenti a caratteristiche di innovazione tecnologica, risparmio energetico e protezione dalle azioni sismiche, nonché delle opere di urbanizzazione e dei servizi connessi, al fine di garantire adeguata sistemazione alle persone le cui abitazioni sono state distrutte o dichiarate non agibili. Il 16 maggio 2009 la Conferenza dei Servizi della Presidenza del Consiglio dei ministri approvò il progetto Complessi Antisismici Sostenibili ed Ecocompatibili, o C.A.S.E., un progetto con lo scopo di fornire al più presto un alloggio ancorché provvisorio, ma di media qualità. Obiettivo del progetto C.A.S.E. era quindi la realizzazione entro 5–6 mesi, prima dell'arrivo dell'inverno, di nuove abitazioni antisismiche procedendo contemporaneamente allo smantellamento progressivo delle tendopoli realizzate nelle fasi dell'iniziale emergenza abitativa e al rientro degli sfollati alloggiati altrove. Le tecniche antisismiche adottate per tali complessi abitativi comprendono quelle dell'isolamento sismico, quasi del tutto innovative per il territorio italiano.
Il 17 novembre 2009 l'intervento del governo per far fronte all'emergenza abitativa fu elogiato dal New York Times, puntualizzando poi gli interventi ancora da attuare per riportare L'Aquila alla normalità:
Al 6 aprile 2010, un anno dopo il terremoto, risultavano secondo le ultime stime 14.462 aquilani alloggiati negli appartamenti del progetto C.A.S.E. Al 13 agosto 2010 il progetto C.A.S.E. era costato 809 milioni di euro su 1,086 miliardi finanziati (700 milioni di origine governativa, 36 milioni da donazioni e 350 milioni provenienti dall'Unione europea) per la costruzione di 4.449 appartamenti alloggianti circa 15.000 persone con un costo totale al m² di 1.368 euro.

#### Progetto M.A.P.
Il progetto Moduli Abitativi Provvisori, o M.A.P., avviato nel settembre 2009, consiste nella realizzazione di prefabbricati in legno nel quale ospitare la popolazione nell'attesa della ricostruzione delle abitazioni in muratura. Il piano è stato applicato in diverse frazioni dell'Aquila e in tutti gli altri comuni.
Il 15 settembre 2009 venne inaugurato a Onna il villaggio costruito a poche decine di metri dal paese abbattuto dal sisma e furono consegnate le prime villette agli sfollati: 93 M.A.P. fabbricati in legno, « rifiniti e accoglienti » come li definì il presidente della Cei cardinale Angelo Bagnasco, pagati 5,2 milioni di euro ricevuti dalle donazioni alle Croce Rossa, fabbricati in Trentino e montati in Abruzzo dal personale della Protezione civile della Provincia autonoma di Trento. In quell'occasione il Presidente del Consiglio Silvio Berlusconi e il capo della Protezione Civile Guido Bertolaso deposero una corona di fiori davanti alla lapide che ricorda le vittime del sisma. Successivamente, sempre a Onna fu inaugurato l'asilo dedicato a Giulia Carnevale, la studentessa d'Ingegneria morta per il crollo dell'abitazione in cui risiedeva in Via XX Settembre, che aveva realizzato il progetto della struttura. Altre strutture similari a quelle di Onna furono poi realizzati a San Gregorio e nei comuni di Fossa (ricostruita dall'Associazione Nazionale Alpini, colla realizzazione del villaggio M.A.P. di 33 vilette e di una chiesa interamente realizzata dall'Ana nazionale con un impegno finanziario di oltre 3 milioni di euro), San Demetrio ne' Vestini e Villa Sant'Angelo mentre altri erano previsti a Barisciano e Poggio Picenze. Più si discusse poi della realizzazione di ulteriori 300 moduli abitativi a uso degli studenti fuori sede dell'Università dell'Aquila.
Il 17 giugno 2010 i M.A.P. della frazione aquilana di San Gregorio realizzati dal gruppo Rubner vinsero il Social Housing Awards 2010 in virtù dei tempi di realizzazione (36 giorni per 220 abitazioni) e del costo di costruzione (733 euro/m², circa metà del costo del progetto C.A.S.E. che è stato di 1.368 euro/m²).

### Le cifre
Dallo studio « Trent'anni di terremoti italiani – Analisi comparata sulla gestione delle emergenze » a cura di Stefano Ventura, emerge che lo Stato pagò per la gestione dell'emergenza, durante il primo anno, 7.889 euro per ogni sfollato a causa del terremoto dell'Irpinia e 23.718 euro per ogni sfollato a causa del terremoto dell'Abruzzo con un massimo di 27.027 euro nel terremoto del Molise e un minimo di 4.810 euro in Umbria e Marche. Lo stesso studio rileva che l'arrivo sul luogo della protezione civile passa dalle 10–12 ore nel 1980 a 3 ore in Umbria a 30 minuti in Molise, a tre minuti in Abruzzo.
Da una analisi del Centro Studi del Consiglio Nazionale degli Ingegneri sui costi consuntivi e previsti per i terremoti in Italia risultano le seguenti cifre (in milioni di euro): Friuli 18.540, Irpinia 52.026, Marche/Umbria 13.463, Abruzzo 13.700, Emilia 13.300.
Complessivamente, durante l'emergenza durata 1243 giorni, nel comune dell'Aquila lo Stato realizzò, o avviò la costruzione, di: 4.448 appartamenti pubblici dislocati in 19 insediamenti col progetto C.A.S.E. (Complessi Antisismici Sostenibili Ecocompatibili), 1.176 alloggi di legno M.A.P. (Moduli Abitativi Provvisori) distribuiti in 28 località, 33 scuole prefabbricate M.U.S.P. (Moduli a Uso Scolastico Provvisori), una strada su un’area archeologica, 20 rotatorie, 12 auditorium - sale polifunzionali. È in corso la trasformazione del tratto ferroviario San Demetrio nei Vestini, L'Aquila, Scoppito, della linea Sulmona – L'Aquila – Rieti, per accogliere anche una linea urbana. Il Comune dell'Aquila infine autorizza la realizzazione, anche su aree agricole, di 3.000 alloggi unifamiliari privati e definite in letteratura "case Mulino Bianco".

### Le problematiche della ricostruzione
Successivamente al sisma e alla fase dell'emergenza abitativa si apre il problema della "ricostruzione pesante" che appare sin dall'inizio complicata già con l'iniziale problema della rimozione e smaltimento di più di un milione di tonnellate di macerie nel centro storico dell'Aquila, per le quali vincoli di Legge e mancanza di depositi di stoccaggio e smaltimento ne hanno ulteriormente ritardato la rimozione posticipando l'inizio della ricostruzione vera e propria. Il ritmo di smaltimento delle macerie è così lento che alcune stime portano a intervalli temporali anche di decine di anni. A tal proposito estremamente simbolica e significativa è stata la cosiddetta protesta delle carriole messa in atto in varie occasioni dagli aquilani per protestare sulla situazione di stallo nella ricostruzione, vuoi anche per i finanziamenti promessi che inizialmente continuavano a giungere a rilento. In virtù di ciò i tempi e i costi della ricostruzione, inizialmente stimati in almeno 10 anni e 10 miliardi di euro, sembrerebbero destinati a lievitare.
Nel frattempo vengono stanziati miliardi per la ricostruzione del centro storico, con donazioni pubbliche del numero della Protezione Civile. Tuttavia la maggior parte dei monumenti storici furono affidati a gestioni private, ritenute "più sicure", mentre molti fondi pubblici andarono perduti o congelati. La ricostruzione, suddivisa anch'essa in varie fasi, di fatto ha inizio ufficialmente col puntellamento degli edifici lesionati/pericolanti già dai primi mesi dopo l'evento e un anno dopo con le prime demolizioni e la risistemazione degli edifici classificati A, B e C. A gravare sui tempi della ricostruzione sono fondamentalmente anche lentezze burocratiche a livello locale e la complessità dei piani di intervento e ricostruzione da realizzare da parte delle ditte private, soggetti a loro volta alle consuete e rigorose procedure di appalto pubblico, a causa anche dell'elevato grado di lesione degli edifici storici, con lo stesso puntellamento che diventa un'operazione delicata, complicata, lenta e costosa.
In virtù di ciò a due anni dal sisma il centro storico non risultò ancora completamente riaperto al transito pedonale (aperti solo i percorsi principali) sia per la faticosa rimozione delle macerie sia per la messa in sicurezza degli edifici lesionati nelle strade e vicoli più stretti, sforando così le iniziali previsioni fornite per questa fase della ricostruzione. Tra maggio e giugno 2011 si svolse una serie d'incontri istituzionali per stabilire definitivamente tempi e costi della ricostruzione della città e da prime stime presentate dal sindaco Cialente i costi della ricostruzione sarebbero di circa 4,3 miliardi di euro a fronte di una spesa prevista di 3,2 miliardi di euro all'indomani del terremoto (stima governativa). Successivamente, il sindaco dell'Aquila, Massimo Cialente, diede le dimissioni dall'incarico comunale salvo poi ritirarle dopo aver ottenuto un maggior peso dell'amministrazione locale sulle decisioni e in generale sulla gestione della ricostruzione affidata come commissario al presidente della Regione Abruzzo Gianni Chiodi e al suo vice.

### Monumenti e siti archeologici
Gli uffici centrali del Ministero per i Beni e le Attività Culturali sono in costante contatto col Direttore Regionale per i Beni Culturali dell'Abruzzo e la Soprintendenza per i beni architettonici e paesaggistici dell'Abruzzo per avere ogni aggiornamento sui danni al patrimonio artistico.
Inoltre, in sintonia con le operazioni di soccorso in atto, si sta anche coordinando il monitoraggio di musei, monumenti e siti archeologici.

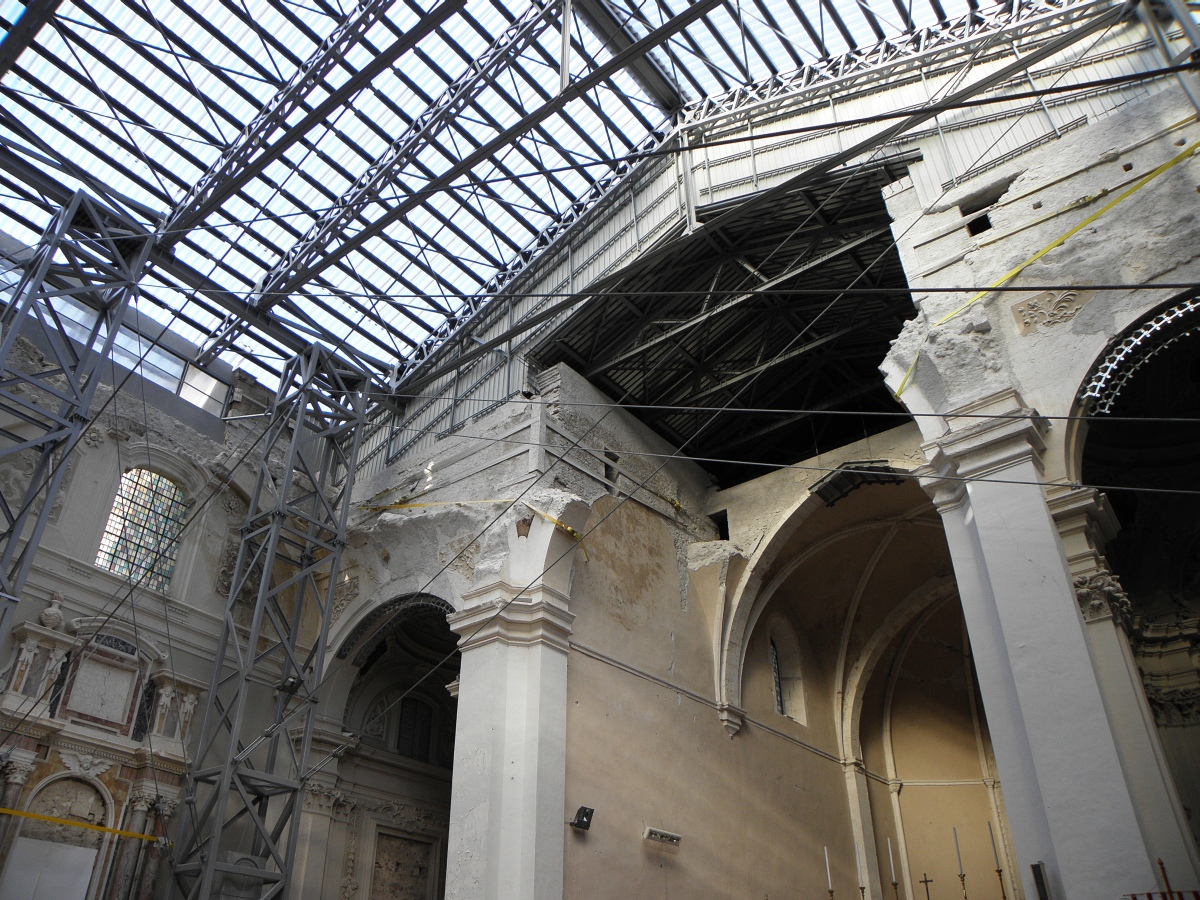
Danni al transetto della Basilica di Santa Maria di Collemaggio, la copertura provvisoria

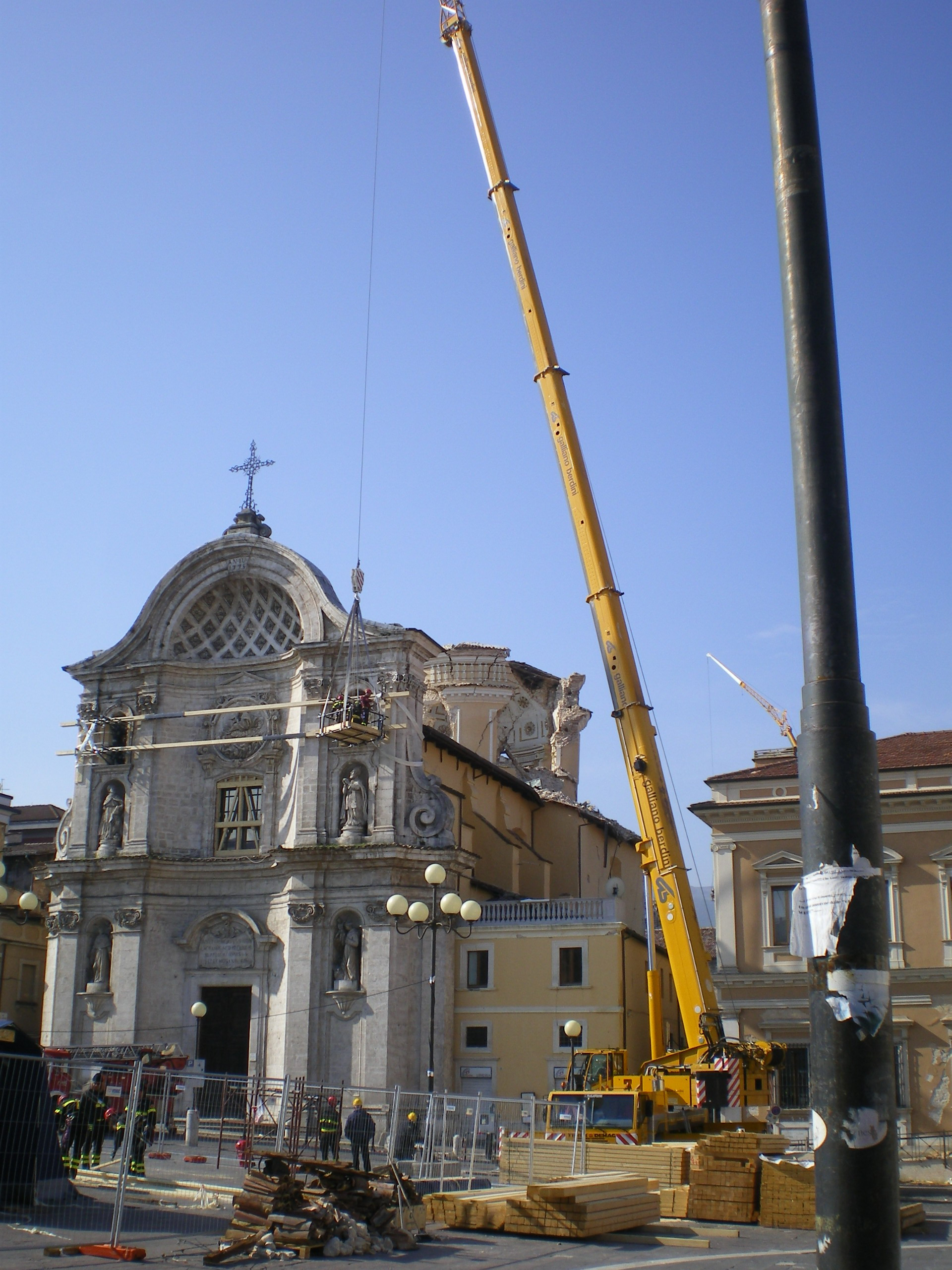
Danni alla chiesa delle Anime Sante (2012)

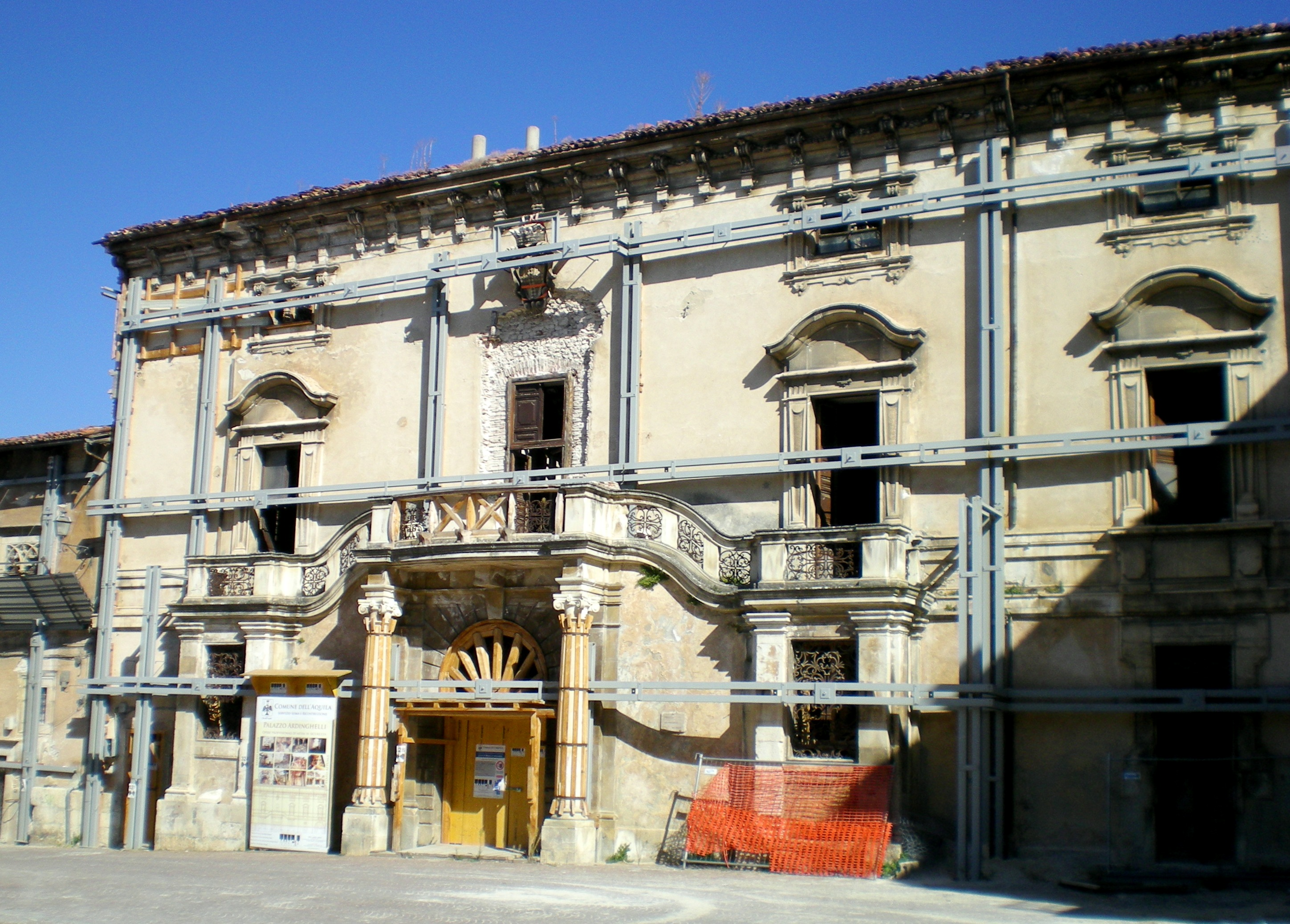
Palazzo Ardinghelli dopo il 2009

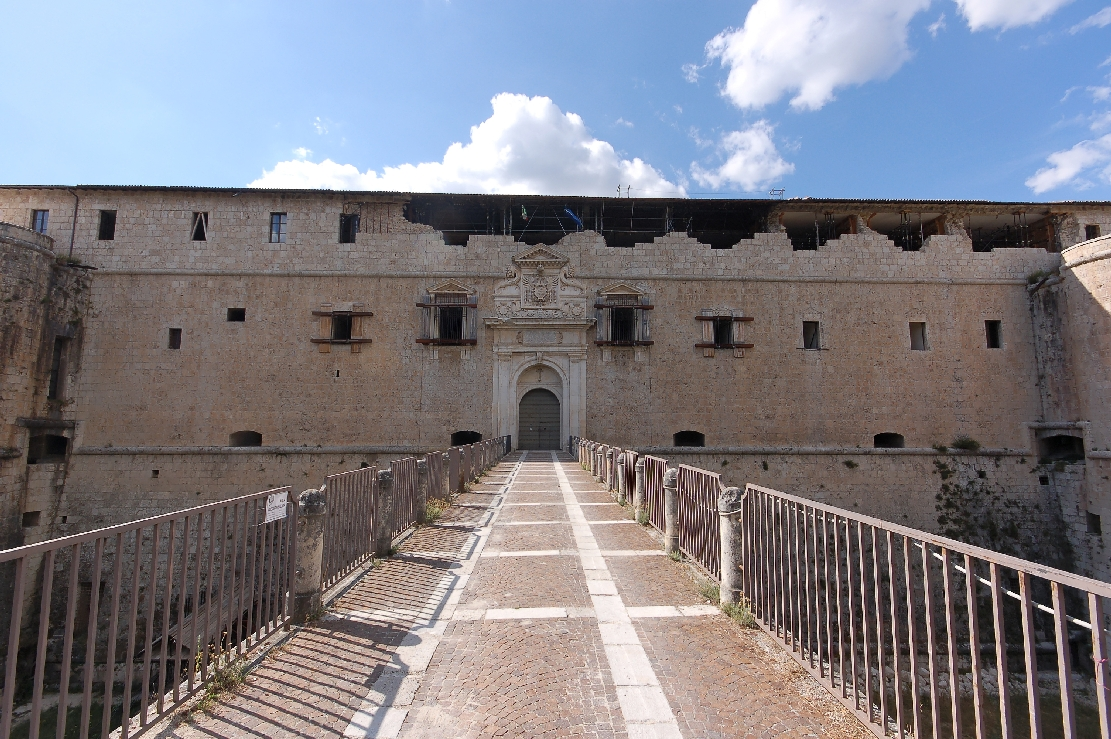
Facciata del Forte spagnolo danneggiata dal terremoto

Più in particolare, è stata stilata una lista di 45 monumenti da restaurare, con schede di valutazione e relativo censimento dei danni.
1. Cattedrale e Palazzo Arcivescovile (L'Aquila, piazza Duomo)
2. Complesso monumentale e Basilica di Santa Maria di Collemaggio (L'Aquila, piazzale di Collemaggio)
3. Complesso monumentale e Chiesa di Santa Giusta (L'Aquila, piazza Santa Giusta)
4. Complesso monumentale e Chiesa di San Pietro a Coppito (L'Aquila, piazza San Pietro)
5. Complesso monumentale e Chiesa di Santa Maria Paganica (L'Aquila, piazza Santa Maria Paganica)
6. Complesso monumentale e Chiesa di San Marciano (L'Aquila, piazza San Marciano)
7. Complesso monumentale e Chiesa di Santa Maria del Suffragio, detta delle Anime Sante (L'Aquila, piazza Duomo)
8. Complesso monumentale e Chiesa di San Biagio d'Amiterno (L'Aquila, via Sassa)
9. Complesso monumentale e Chiesa di San Marco (L'Aquila, piazza della Repubblica)
10. Complesso monumentale e Monastero della Beata Antonia (L'Aquila, via Sassa)
11. Complesso monumentale e Chiesa di San Silvestro (L'Aquila, piazza San Silvestro)
12. Complesso monumentale e Chiesa di San Domenico (L'Aquila, piazza San Domenico)
13. Complesso monumentale e Chiesa di Sant'Agostino (L'Aquila, via Sant'Agostino)
14. Forte spagnolo
15. Complesso monumentale e Basilica di San Bernardino (L'Aquila, via San Bernardino)
16. Convento agostiniano o Palazzo della Prefettura (L'Aquila, piazza della Repubblica)
17. Palazzo Ardinghelli (L'Aquila, piazza Santa Maria Paganica)
18. Palazzo Farinosi Branconi (L'Aquila, Piazza San Silvestro)
19. Palazzo e torre di Madama Margherita (L'Aquila, piazza Palazzo)
20. Palazzo del Convitto (L'Aquila, portici del Liceo)
21. Palazzetto dei Nobili (L'Aquila, piazza Santa Margherita)
22. Teatro comunale (L'Aquila, piazza del Teatro)
23. Palazzo Carli, rettorato dell'Università dell'Aquila (L'Aquila, piazza V. Rivera)
24. Museo archeologico di Santa Maria dei Raccomandati (L'Aquila, corso Vittorio Emanuele)
25. Palazzo Persichetti
26. Oratorio di Sant'Antonio da Padova
27. Chiesa di Santa Maria del Soccorso
28. Chiesa di Santa Maria di Roio
29. Palazzo Quinzi
30. Area archeologica di Amiternum
31. Chiesa e catacombe di San Michele (San Vittorino)
32. Chiesa di Santa Maria della Misericordia
33. Palazzo Alfieri (L'Aquila, via Fortebraccio)
34. Chiesa e Oratorio di San Filippo
35. Complesso monumentale e chiesa di San Gregorio Magno
36. Chiesa della Concezione (Paganica)
37. Chiesa di Santa Giusta (Bazzano)
38. Complesso monumentale e chiesa di Santa Maria della Croce (santuario di Roio)
39. Chiesa di Santa Maria ad Cryptas (Fossa)
40. Abbazia di Santa Lucia (Rocca di Cambio)
41. Torre medicea di Santo Stefano (Santo Stefano di Sessanio)
42. Complesso monumentale e chiesa di San Clemente a Casauria (Castiglione a Casauria)
43. Badia Morronese (Sulmona)
44. Chiesa di Sant'Eusanio a Sant'Eusanio Forconese
45. Convento di San Giuliano (L'Aquila)

In occasione del Vertice Bilaterale Italo-Francese del 9 aprile 2010 a Parigi, il Ministro dei beni e delle attività culturali, Sandro Bondi, e il Ministro francese della Cultura e Comunicazione, Frédéric Mitterrand, firmarono insieme al Ministro degli affari esteri, Franco Frattini, e al Ministro francese degli Affari Esteri ed Europei, Bernard Kouchner, l'Accordo intergovernativo per il restauro della Chiesa di Santa Maria del Suffragio, detta delle Anime Sante, all'Aquila. Tale Accordo definisce le modalità organizzative del partenariato tecnico e finanziario costituito al fine di restaurare uno dei più notevoli edifici storici e monumentali dell'Abruzzo tra quelli danneggiati dal terremoto del 6 aprile 2009. La Francia avrebbe finanziato la metà dei costi stimati di restauro dell'edificio, dando un contributo fino alla cifra di 3,25 milioni di euro.
Il 13 aprile 2010 sotto la Chiesa di Santa Maria Paganica venne trovata un'antica cappella durante la rimozione delle macerie nel centro storico dell'Aquila. La rimozione e lo smaltimento delle macerie, secondo il commissario per la Ricostruzione Gianni Chiodi,«è stata portata avanti come se nella chiesa fosse in atto uno scavo archeologico e da questa certosina attività fatta su 7 metri di macerie è venuto fuori del materiale inedito che risale a prima del terremoto del 1703».
Il 26 aprile 2010 nel corso del vertice italo-russo tra il Presidente del Consiglio Silvio Berlusconi e il primo ministro della Federazione Russa Vladimir Putin a Villa Gernetto (Lesmo), il governo russo s'impegnò a stanziare 7,2 milioni di euro per la ristrutturazione di Palazzo Ardinghelli e della chiesa di San Gregorio Magno all'Aquila.
Il 16 dicembre 2010 con la riapertura della fontana delle 99 cannelle si concluse la prima operazione di restauro di un monumento danneggiato dal sisma. Il lavoro, patrocinato dal Fondo per l'Ambiente Italiano e finanziato tramite donazioni, costò 750.000 euro.

### Relazione del Ministro Fabrizio BarcaLa ricostruzione dei comuni del cratere aquilano
Al 6 aprile 2012 erano stati effettivamente impiegati:
- 2,9 miliardi di euro per gli interventi di emergenza, di cui:
  - 680,1 milioni per la prima emergenza (assistenza popolazione, iniziali demolizioni e puntellamenti, strutture alberghiere (130 milioni), spese forze armate, ripresa attività scolastica, personale, anticipazioni ai Comuni);
  - 700 milioni per il progetto C.A.S.E. (4.449 immobili, 12.969 persone ospitate) e per i M.A.P. (3.535 strutture, 7.202 ospiti);
  - 493,8 milioni dall'Unione europea – Fondo di Solidarietà;
  - 667 milioni per Emergenze varie e assistenza alla popolazione (strutture commissariali, convenzioni, contratti enti locali, forze armate, VVFF e altre spese di personale);
  - 82,8 milioni per i M.U.S.P. (Moduli ad Uso Scolastico Provvisori), 32 scuole prefabbricate per 6.000 studenti;
  - Altre spese per ripresa attività scolastica, esenzione pedaggi, indennizzi, sospensione pagamenti tasse, attività di soccorso, ecc.
- Erano stati trasferiti 1,96 miliardi per la ricostruzione, di cui:
  - 1,04 miliardi per la ricostruzione di edifici privati sotto forma di mutui erogati indirettamente da Cassa Depositi e Prestiti ai cittadini con rate a carico del Bilancio dello Stato;
  - 736,7 milioni per la ricostruzione di edifici privati erogati con delibere del CIPE attingendo dai Fondi FAS e dal Fondo Strategico;
  - 95,7 milioni per la ricostruzione di edifici pubblici;
  - 81,6 milioni per la ricostruzione di edifici scolastici.

Le donazioni dei privati ammontavano a 67,3 milioni di euro, quelle degli Stati esteri a 19,7 milioni. Il costo totale del progetto C.A.S.E. è stato di 833 milioni di euro, quello dei M.A.P. di 284 milioni.
Restavano da rimuovere il 62% delle macerie conseguenti al terremoto e 5,66 miliardi già stanziati dal Governo erano ancora da impiegare (che portano a 10,57 miliardi di euro il costo complessivo della ricostruzione). Erano 33.672 le persone costrette dal terremoto a lasciare la loro abitazione di cui 21.807 alloggiate a carico dello Stato (C.A.S.E., M.A.P., ecc.), 11.482 avevano ricevuto dallo Stato un contributo di autonoma sistemazione, 383 risiedevano in albergo.
33.787 persone erano rientrate nella propria abitazione.
- Il Piano di Ricostruzione, su comune.laquila.it.

### Anni 2010-2013

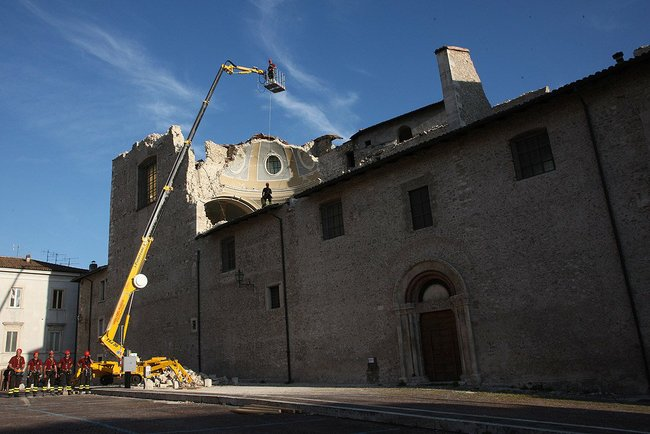
I danni evidenti alla chiesa di Santa Maria Paganica

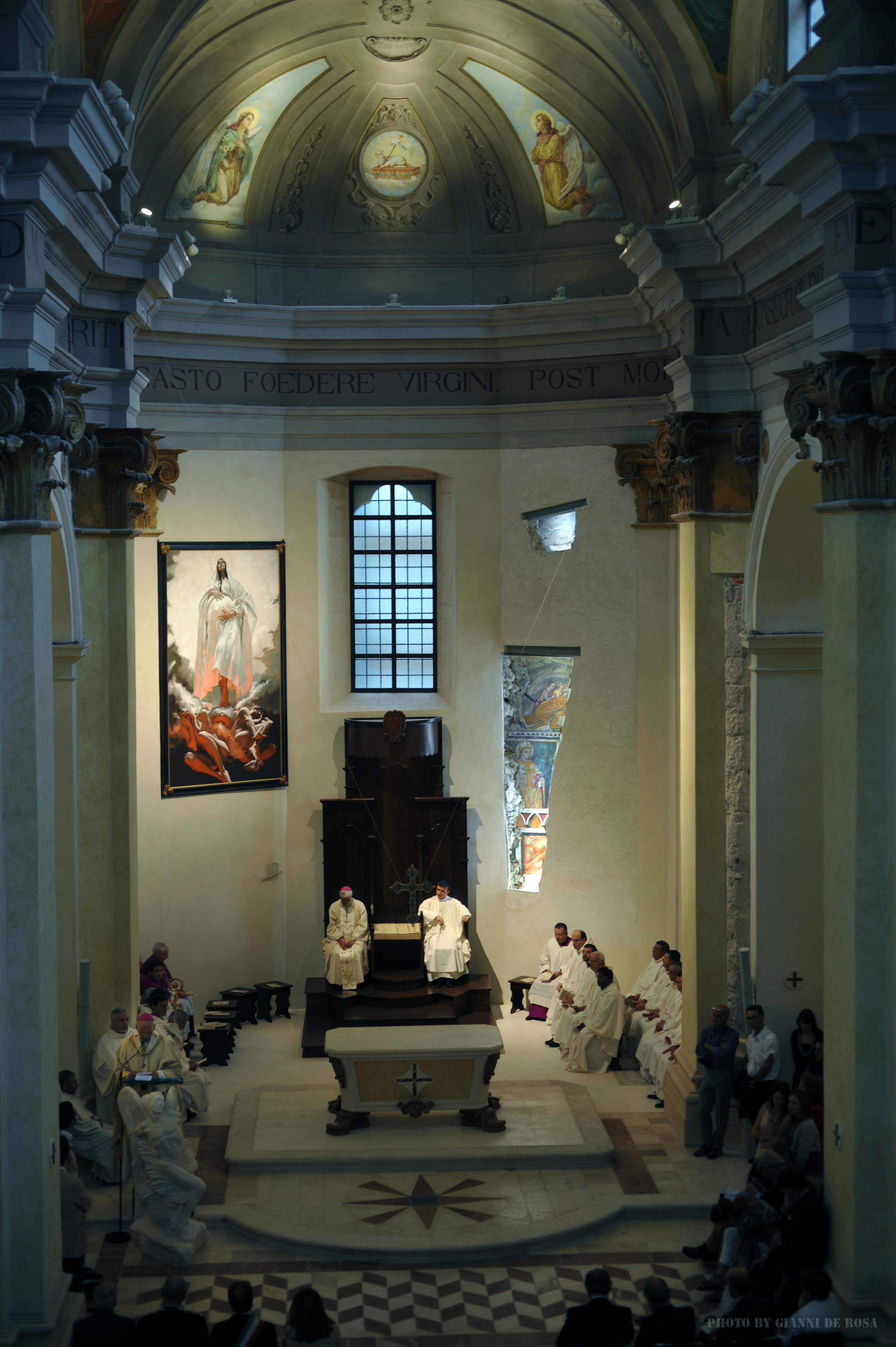
Interno della basilica di San Giuseppe al momento dell'apertura

Col voto favorevole nella seduta del 9 febbraio 2012 (delibera n. 23), il Consiglio comunale adottò il Piano di ricostruzione dei centri storici dell'Aquila e delle frazioni. Si tratta dello strumento fondamentale per la rinascita del Capoluogo d'Abruzzo e del suo vasto territorio. La delibera, varata all'Aula, con la prima bozza del 27 gennaio 2012, rappresentava un ulteriore passo per il completamento della procedura. I cittadini ebbero sino al 16 marzo 2012 il tempo per presentare osservazioni, sulle quali si pronunciò dapprima il sindaco e poi il Consiglio. Le operazioni si dimostrarono dall'inizio immediatamente molto complicate per la vastità del territorio aquilano, per i problemi burocratici, e per un brusco arresto dei finanziamenti, avvenuto nel 2013, il che portò il sindaco Massimo Cialente a minacciare le dimissioni, suscitando l'ira degli aquilani. Inoltre la ricostruzione della città si rivelò subito divisa in due blocchi contrapposti, da una parte quella privata, che comportava principalmente il restauro e il consolidamento di monumenti storici d'importanza, quali chiese, castelli palazzi, e la costruzione di nuove sedi sportive, commerciali, bancarie ecc da parte di enti privati; mentre quella pubblica, delle case dei singoli cittadini, per non parlare delle frazioni, per la lentezza dell'erogazione dei finanziamenti pubblici, e della burocrazia, sin dall'inizio si rivelò molto lenta e faticosa nel suo realizzarsi, tanto che ancora oggi procede molto a rilento rispetto alla costruzione privata dei monumenti, che si trova a metà del percorso.

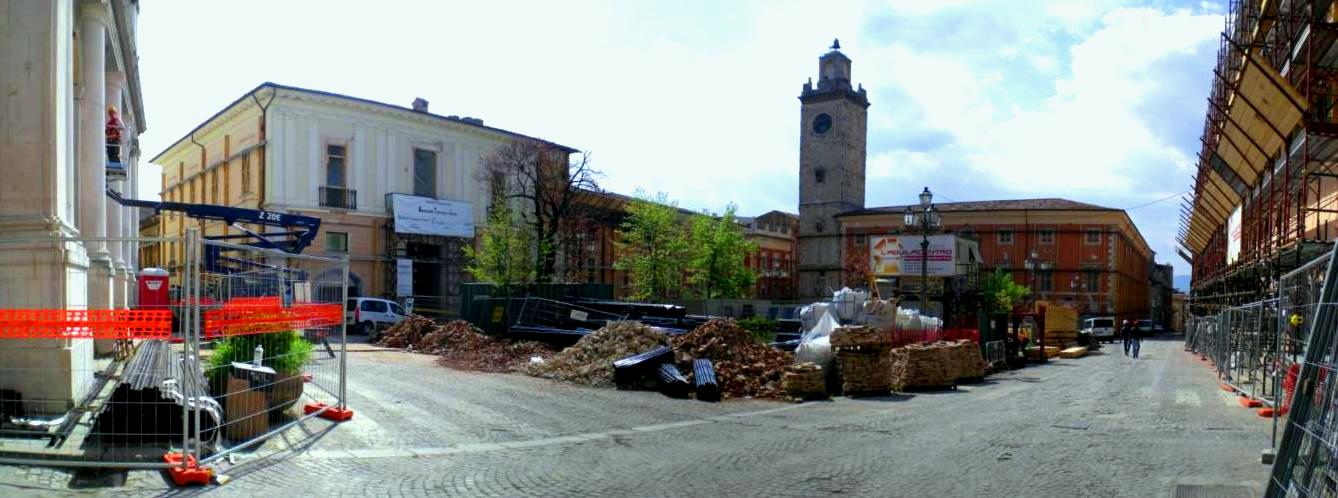
Piazza del Palazzo nel 2011

Il centro storico presentava danni seri ovunque, lungo le mura i danni maggiori si registravano presso Porta Bazzano, con evidenti crepe al monumento, a Porta Napoli (la parte più a sud della città) con cedimenti dei pilastri, Porta Stazione e Porta Barete, con crolli lungo il perimetro murario. Nel centro storico la parte maggiormente colpita per la presenza di falde acquifere sotterranee, era quella compresa tra il Quarto di San Giovanni e il Quarto di San Pietro, con crolli molto seri al Palazzo Vastarini Cresi, al Palazzo Carli, alla chiesa di San Pietro a Coppito (facciata e campanile ottagonale), alla chiesa di San Marciano; tuttavia seriamente danneggiata era anche la parte più elevata del centro, in Piazza Santa Maria Paganica, con lo sfondamento totale del soffitto e della cupola della chiesa di Santa Maria Paganica. In Piazza Duomo invece i danni maggiori si concentravano sulla chiesa delle Anime Sante con lo sfondamento della cupola, e nel Duomo di San Massimo, con la rovina della parte sinistra del transetto.
Quanto a ricostruzione privata, nel 2015 la città, così come oggi, sembra divisa in due tronconi, con più cantieri aperti nei due quarti "forconesi" di Santa Maria e Santa Giusta, alcuni dei quali completati, come la basilica di San Bernardino e alcuni palazzi del corso Vittorio Emanuele, tornato in vita con l'apertura di esercizi commerciali, mentre tuttavia ampie zone di Santa Maria (la piazza col Palazzo Ardinghelli) o di Santa Giusta (la stessa chiesa capoquartiere, costa Masciarelli e via Fortebraccio), presentavano forti criticità per mancato completamento della ricostruzione. In sostanza, almeno sino ad un miglioramento nel 2017-18, con l'apertura di nuovi cantieri, soltanto i luoghi simbolici e di maggior afflusso della gente, come il corso Vittorio Emanuele, Piazza Duomo, il corso Umberto I e il corso Federico II erano tornati ad essere pienamente fruibili, seppur con edifici ancora danneggiati e inagibili.
 Nel 2010 ebbe inizio la "protesta delle carriole", dato che a un anno esatto dal terremoto, non era stato redatto ancora un progetto ufficiale di ricostruzione, e il 90% della gente viveva ancora in moduli provvisori. Molti cittadini cominciarono dunque ad andare regolarmente in centro, dotati di carriole, per iniziare a spalare le macerie ancora accumulate. Si ricorda lo striscione con la scritta Jemo 'Nnanzi (andiamo avanti) appeso sulla torre civica del Palazzo Margherita)
Ancora nel 2011 poco e niente era stato ricostruito, e fu necessario aspettare il piano di ricostruzione redatto nel 2012, benché incompleto e in continua evoluzione negli anni, per vedere i primi segnali di ripresa. La chiesa di San Giuseppe Artigiano in via Sassa, il cui oratorio di San Giuseppe dei Minimi in via Roio, non particolarmente danneggiato e rimesso in agibilità al più presto, sino al 2017 aveva ospitato il corpo di Celestino V essendo la basilica di Collemaggio inagibile, nel 2012 subì un veloce restauro per i danneggiamenti non gravi, e fu riconsacrata nel 2013, ospitando anche dalle tele di Giovanni Gasparro. Sempre in quell'anno, il centro storico tornò parzialmente agibile, nelle arterie maggiori di corso Vittorio Emanuele, via Sassa, corso Umberto I e Piazza Duomo, anche il palazzetto dei Nobili in Piazza Margherita fu celermente restaurato.

### Anni 2014-2015

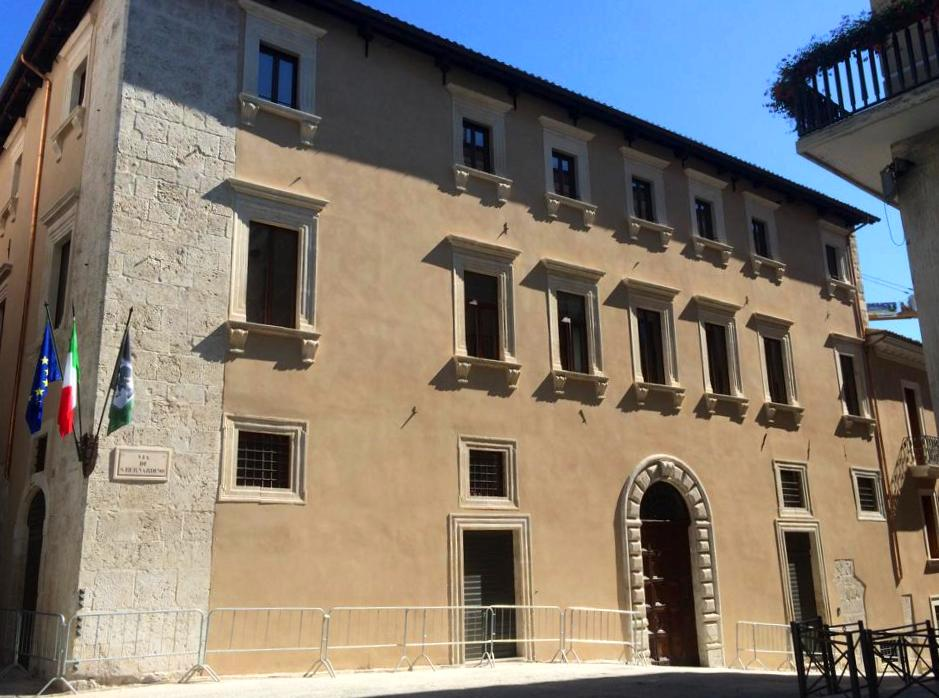
Palazzo Fibbioni, restaurato nel 2014

Nell'aprile 2015 ebbe grande risonanza in campo mediatico l'annuncio della riapertura al pubblico dell'ormai restaurata Basilica di San Bernardino (con rinforzo della cupola e della ricostruzione certosina del campanile crollato), e della futura riapertura, circa nel 2017 della Basilica di Collemaggio (aperta il giorno di Natale del 2017 dopo che i lavori erano iniziati solo due anni prima con forte ritardo), e di parte del centro storico e del corso Vittorio Emanuele, restaurato soltanto dall'accesso dal piazzale della Fontana luminosa. Nel 2014 fu restaurato il Palazzo Fibbioni all'incrocio tra via San Bernardino e il corso, per ospitare la sede provvisoria del Comune, in Piazza Duomo veniva restaurato il Palazzo Betti, il palazzetto neogotico accanto alla chiesa delle Anime Sante, e la Banca d'Italia, ma occorrevano nuovi interventi urgenti al Duomo, alla chiesa delle Anime, al Palazzo Federici coi portici, all'Arcivescovado, nonché agli altri Quarti della città.

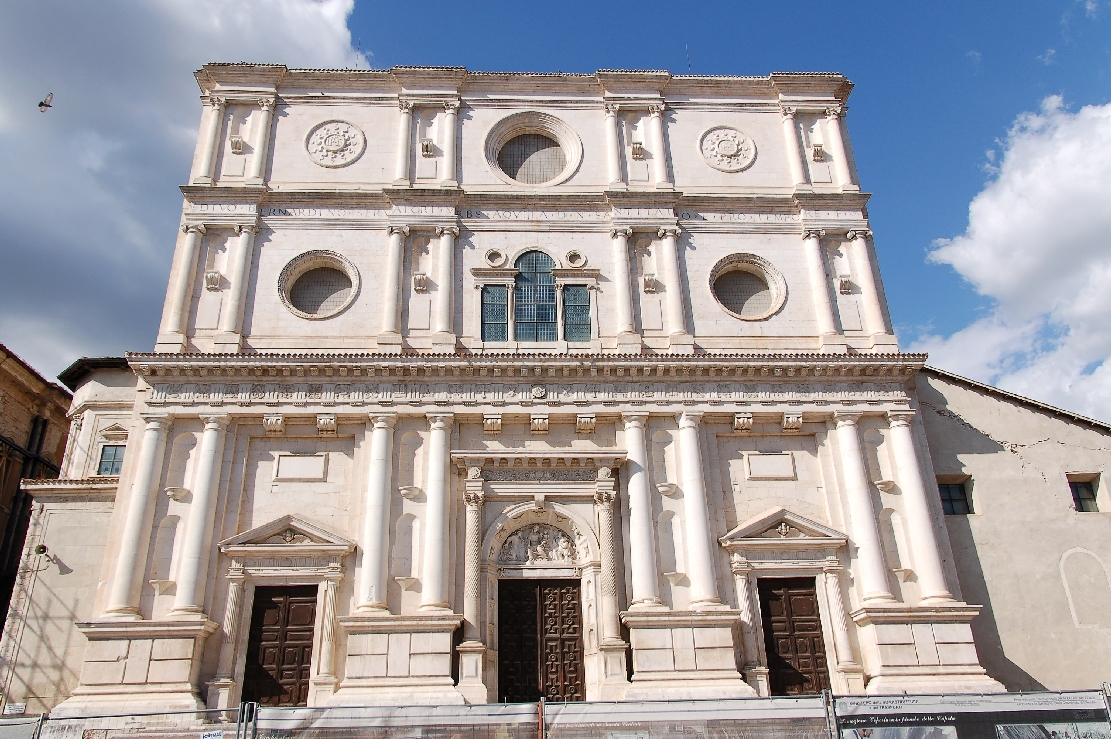
Basilica di San Bernardino, ricostruita e riaperta al pubblico nell'aprile 2015

A causa di vari cambiamenti di leggi, tra cui la nuova legge sul Codice degli Appalti del 2015, la ricostruzione vera e propria, coi progetti, l'esecuzione degli stessi dopo le opere di puntellamento e messa in sicurezza di tutti gli stabili del centro, partì molto tardi, con debole e decisivo esecutivo solo nel biennio 2014-15. Con lo sblocco di altri miliardi di finanziamenti per le oltre 500 opere architettoniche del centro, vincolate dalla Soprintendenza per interesse storico, la ricostruzione ha subito un andamento più regolare, malgrado rallentamenti per ricorsi al TAR delle imprese edili. In quell'anno furono completati i lavori a San Bernardino, alla chiesetta del Crocifisso presso il castello, alla chiesa di Sant'Amico col monastero, alla chiesa di San Paolo di Barete, al palazzo Pica Alfieri, al Palazzo Cappa Camponeschi in Piazza Santa Maria Paganica, al Palazzo Dragonetti-De Torres.
Nel novembre del 2015 venne riportata allo splendore la Fontana luminosa davanti al castello cinquecentesco, dopo opere di consolidamento, e venivano avviati i lavori ai due palazzi di ingresso al corso Vittorio Emanuele: il Palazzo Leone e la Casa del Combattente.

### Anni 2016-2018
Nell'aprile 2016 fu annunciata l'apertura del cantiere di numerosi palazzi storici, tra i quali il Palazzo Margherita assieme alla Torre Civica, al Palazzo Vastarini Cresi, al Palazzo Porcinari, al Palazzo Lucentini Bonanni e al palazzo Paone Tatozzi sul corso Vittorio Emanuele.
Nel maggio 2015 la città fu omaggiata dell'ottantottesima Adunata nazionale degli alpini. Nella periferia furono costruite nuove abitazioni, specialmente nello scalo di Roio e nella zona Torrione-cimitero, con nuovi palazzi antisismici, che hanno favorito l'apertura di nuove attività commerciali e industriali. Nel dicembre 2015 il ministro dei Beni Culturali Dario Franceschini inaugurò l'apertura della nuova sede del MUNDA (Museo Nazionale d'Abruzzo), prima nel Castello Cinquecentesco, nell'ex mattatoio comunale fascista nel borgo Rivera, vicino alla Fontana delle 99 cannelle. Il museo ha raccolto numerose opere antiche restaurate dopo il terremoto, ma non tutte quante (manca il mammuth di Scoppito ad esempio, conservato insieme ai beni in appositi depositi di sicurezza in attesa della riapertura del castello).

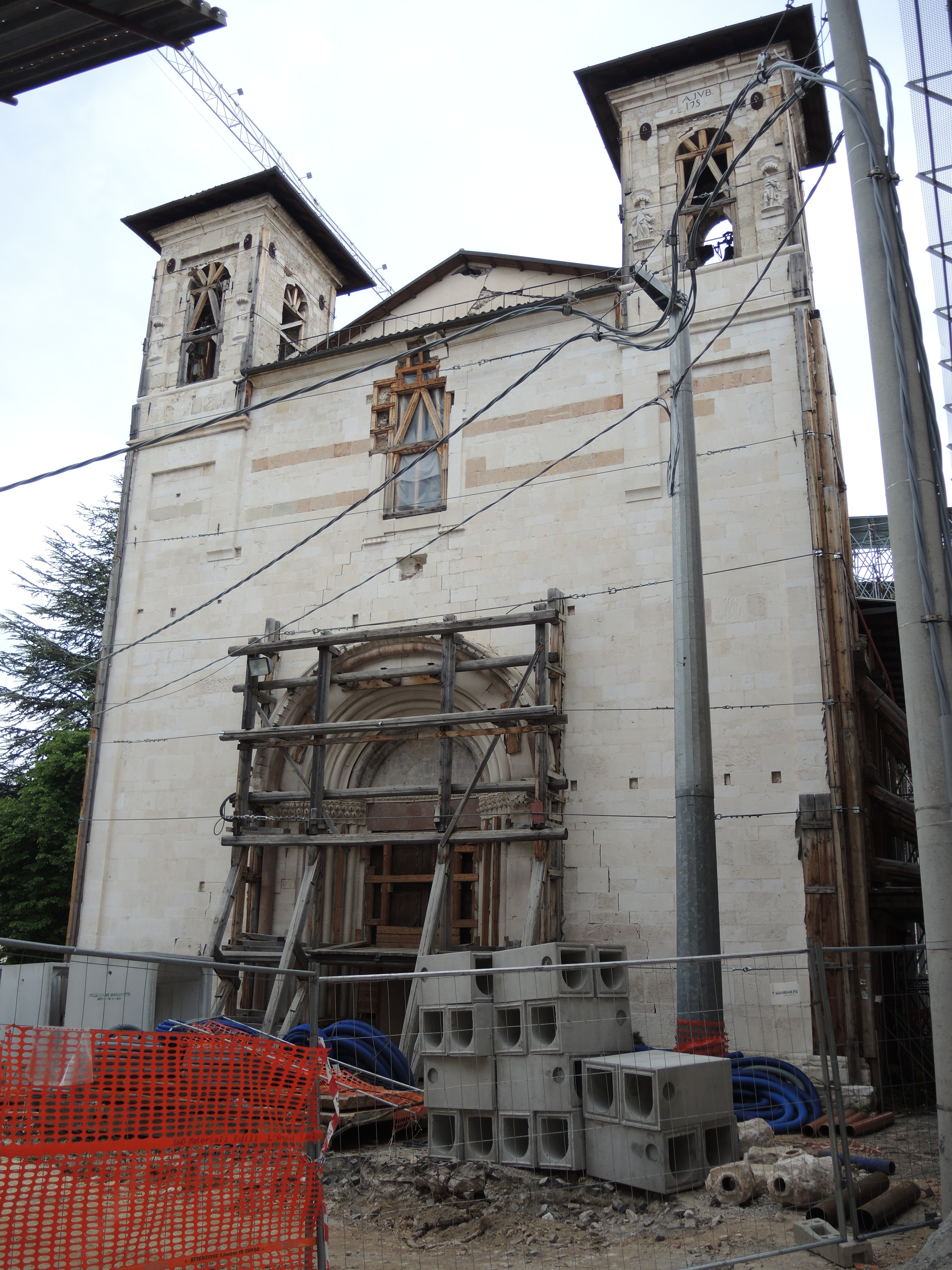
Chiesa di San Marco nel 2016

In quell'anno partirono i cantieri per altri palazzi e chiese: tra queste la chiesa di San Silvestro, che dovrebbe riaprire a fine 2019, la chiesa di San Pietro di Coppito (la cui facciata col campanile fu rifatta tra il 2014 e il 2017), la chiesa di San Filippo Neri, la chiesa di Santa Chiara d'Assisi, la chiesa di Santa Maria di Picenze.
Il nuovo terremoto del Centro Italia del 2016, specialmente quello del 30 ottobre di Norcia, aperse nuove crepe presso la facciata della chiesa di Santa Giusta da pochi mesi riconsegnata, e mise a rischio i territori di Campotosto e Montereale.
Nel biennio 2016-17, quanto a ricostruzione privata, l'Usra informa che furono presentate 29.597 pratiche, di cui oltre la metà archiviate, per un importo di 8 miliardi e 337 milioni di euro; pratiche già istruite erano 24.577, per queste era richiesto l'importo di 5 miliardi e 388 milioni, quello concesso nel 2017 era di 4 miliardi e 905 milioni, e le pratiche da istruire erano 2.122 per importo di 2 miliardi.

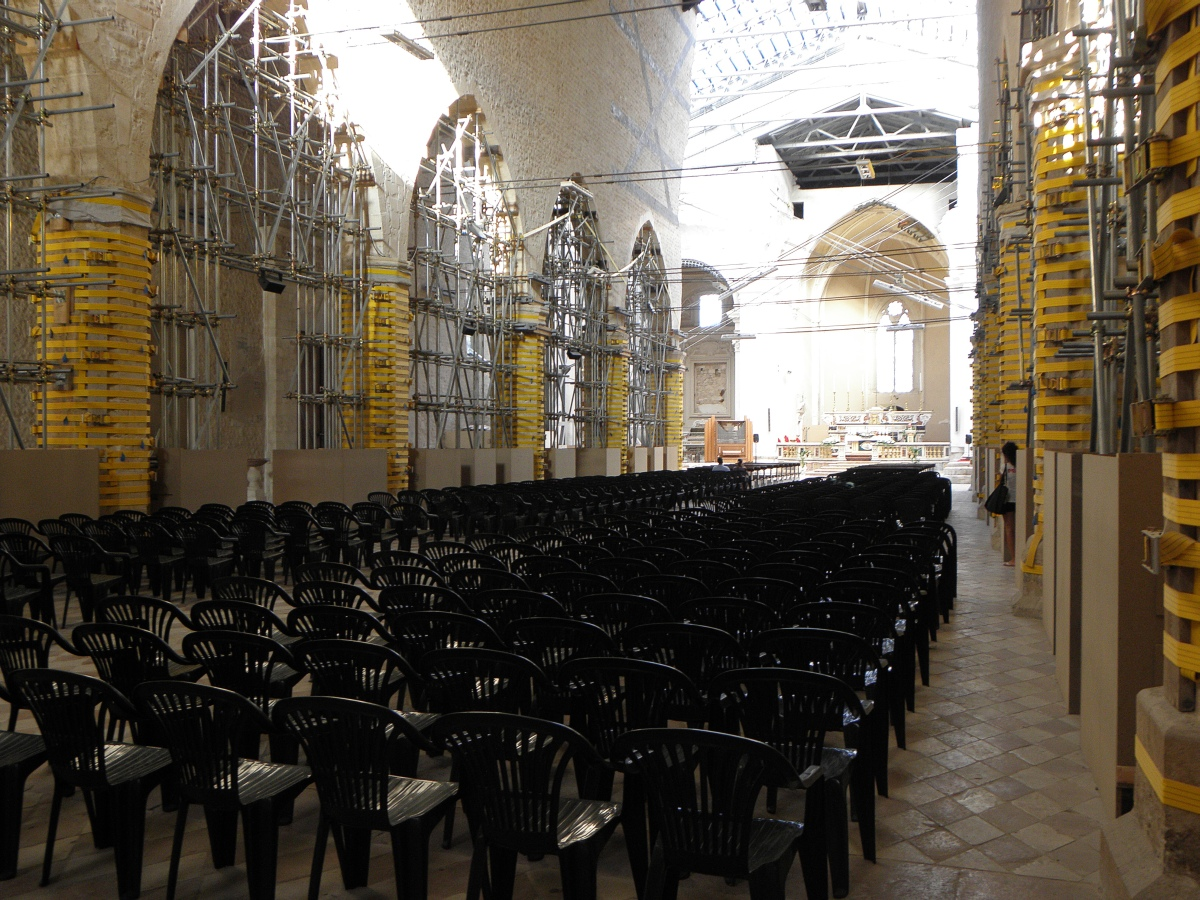
Puntellamenti all'interno della basilica di Collemaggio, anno 2010

Per la ricostruzione pubblica, il tasto dolente anche secondo l'Usra, in base all'importo richiesto era di 2 miliardi e 143 milioni, di cui 317 milioni per interventi di messa in sicurezza. Il totale finanziato è 1 miliardo e 991 milioni, finanziato però al pari del 61% del totale richiesto. In quell'anno si progettò un percorso pedonale delle mura urbiche della città, che però non è stato ancora messo totalmente pratica, eccettuato un moderno sistema di illuminazione notturna. Tra le chiese e i palazzi, benché ancora riaperti completamente, erano state completate la facciata di San Domenico, la cupola della chiesa delle Anime Sante (riaperta il 6 gennaio 2019), nel 2018 invece la cupola della chiesa di Sant'Agostino, la villa comunale, riportata allo splendore nel 2016-17, mentre il Parco del Sole presso Collemaggio è stato rifatto completamente nel 2018, con l'opera Amphisculpture, un teatro all'aperto. Veniva riscoperta la facciata della chiesa della Madonna del Soccorso al cimitero comunale, anche se non riaperta, e partivano i lavori per il Palazzo dell'Emiciclo di Carlo Waldis, riconsegnato nel 2018. Nel 2016 aveva aperto la sede del Gran Sasso Science Institute nella Casa della Giovane Italiana lungo viale Francesco Crispi, con sede del rettorato nell'ex Casa del Balilla in via Michele Iacobucci. Nel 2014 lungo questa via era stata aperta anche la chiesa di Cristo Re, lievemente danneggiata.
Nel 2017-18 furono portati a termine i lavori di demolizione totale dell'ex Casa dello Studente in via XX Settembre, e del cosiddetto "palazzo del Benzinaio e delle Assicurazioni" all'ingresso del corso Federico II, per edificarvi la nuova sede della Provincia dell'Aquila. Il palazzo dell'INPS, che ha continuato ad ospitare l'istituto sito sin dal 1936, è stato riconsegnato, così come il Grande Albergo del Parco, malgrado il giardino pensile. Dopo la riapertura simbolica nel dicembre 2017 della basilica di Santa Maria di Collemaggio, si attende l'apertura del Forte spagnolo, i cui lavori procedono a intervalli costanti, malgrado la ricostruzione della parte superiore di facciata crollata col terremoto, si pensa a un potenziamento del terminal bus e della stazione ferroviaria, così come a un progetto che sta lentamente prendendo forma, partito dal 2014, per la ricostruzione secondo lo stile medievale di Porta Barete, una delle più importanti delle mura, demolita e non più rifatta nel 1826, per migliorare l'accesso della città dal viale Corrado IV all'imbocco di via Roma nel Quarto di San Pietro.

### Il decennale del terremoto 2019 e anni duemilaventi
Le periferie del centro (Torrione, Torretta, Sant'Elia, Pile e Pettino) sono completate da anni con nuove abitazioni e l'allargamento notevole di questi quartieri, poco popolati sino al 2009; la ricostruzione del centro storico è in fase avanzata, anche se solo al 60%. Il problema di fondo riguarda ancora la ricostruzione pubblica, al palo, in particolare quella delle scuole, tanto che nessun plesso di I e II grado oggi risulta rifatto (si ricorda il liceo classico "D. Cotugno" presso il Palazzo del Convitto sul corso ancora inagibile, ospitato in un plesso nella zona nord di Pettino); solo la scuola "Mariele Ventre" è attualmente in ricostruzione, le altre sono in moduli provvisori. L'Aquila è passata dalla fase emergenziale ad una ordinaria senza considerare che da qui la ricostruzione pubblica avrebbe bisogno di norme differenti, come afferma il sindaco Pierluigi Biondi, con procedure più snelle e veloci. 

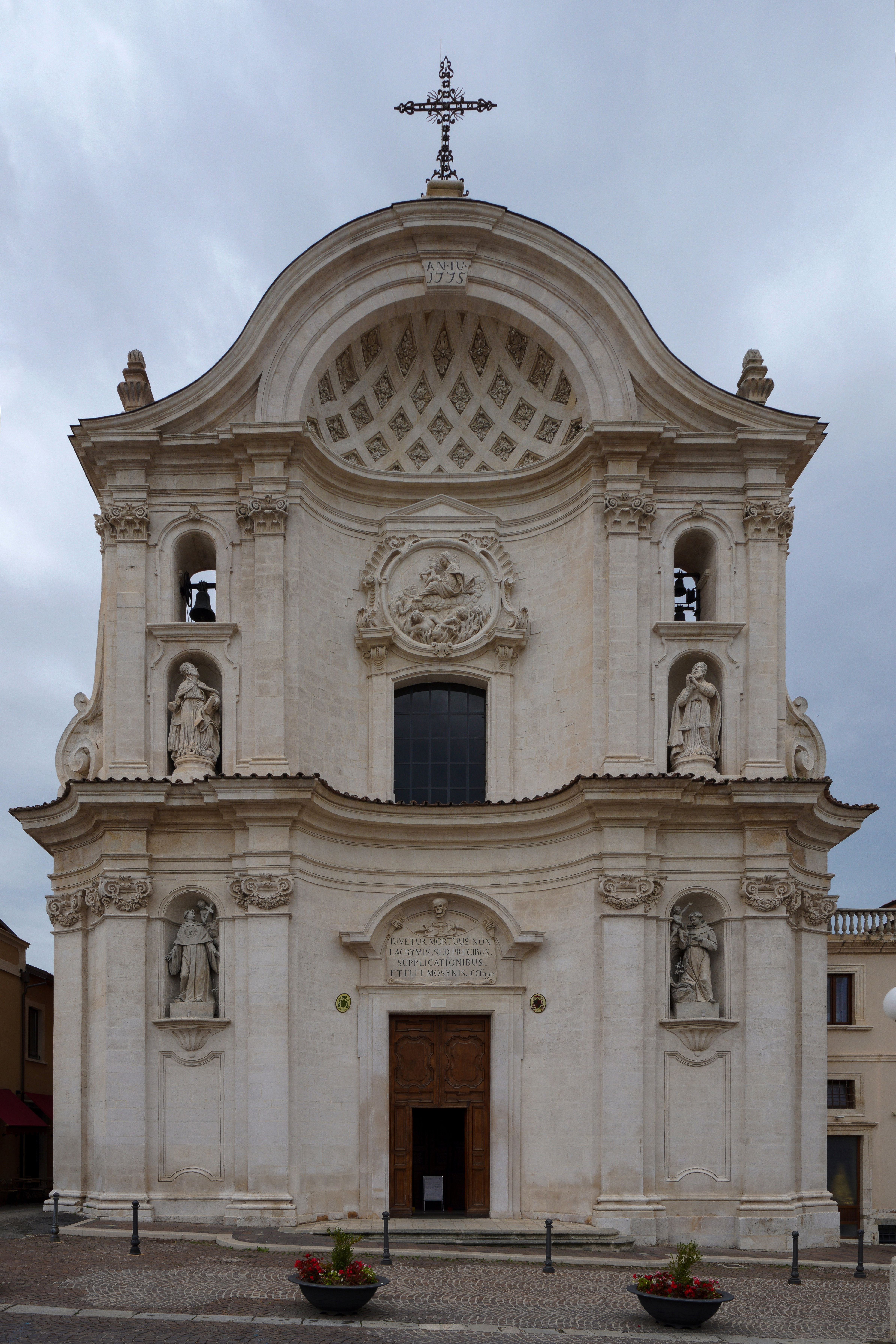
La chiesa delle Anime Sante fotografata nel 2022

Nel centro attualmente versano ancora in condizioni critiche, senza l'avviata ricostruzione, le chiese di Santa Maria di Paganica, la chiesa di San Marco, la chiesa di San Marciano, la chiesa di Santa Maria di Roio, la chiesa della Madonna del Carmine e l'oratorio di Sant'Antonio dei Cavalieri de' Nardis presso il palazzo omonimo, nonché il Duomo, per cui esiste un iter burocratico a parte di scontri tra la Curia e gli enti privati, che pare stia vedendo negli ultimi mesi spiragli di luce, dopo vari rimandi e ritardi, insieme al Palazzo Margherita, sede storica del Comune.
Un discorso a parte va fatto per le 59 frazioni, tra cui Onna e Paganica, che presentano forti ritardi per la ricostruzione, alcuni dei quali lasciati in abbandono esattamente nelle condizioni della notte del 6 aprile 2009. Miglior beneficio economico e sociale hanno tratto le frazioni di Sassa, Preturo, San Vittorino e Coppito, trovandosi presso il nucleo industriale di Pile e Pettino. Il dato complessivo dei contribuiti concessi a tutte le frazioni è pari a 1.627 istruttorie per un totale di 6.765 unità immobiliari. Per le frazioni il Comune assicura di essere prossimo a varare nuove misure in grado di dare impulso all'approvazione delle pratiche, e di avviare cantieri in tempi rapidi, anche dopo la protesta di Arischia di una secessione di un'auto-nomina a comune autonomo dall'Aquila.
Molte New Towns costruite durante il blocco dell'Aquila da parte di Guido Bertolaso negli anni hanno suscitato l'indignazione nazionale per la deperibilità di alcuni stabili, soprattutto in località Cese di Preturo, con caduta di balconi o cedimento di strutture. In queste strutture vivono ancora circa 16.000 aquilani, nelle casette di legno M.A.P. ancora circa 3.000 sfollati; la redistribuzione in nuovi quartieri di fondazione tra la fine del 2009 e il 2011, durante la gestione d'emergenza da parte di Bertolaso e Berlusconi, ancora oggi presenta evidenti criticità, per le distanze evidenti dal centro storico, e da luoghi d'incontro (basti pensare che oggi i principali luoghi nel quartiere di Pile, ad ovest, sono il centro commerciale L'Aquilone e l'ex Piazza d'Armi della Campomizzi per il mercato settimanale che prima si svolgeva in Piazza Duomo), contribuendo a creare un senso di forte alienazione sociale, anche per la difficoltà e la gestione non sempre felice del trasporto pubblico della città mediante autolinee urbane.
Secondo dati dell'ANSA aggiornati ad aprile del 2019, nei 177 ettari del centro aquilano erano state ricostruite solamente due scuole private, nelle 60 frazioni del capoluogo erano stati concessi contributi per un totale di 1.627 istruttorie relative a 6.765 unità immobiliari , mentre esistevano ancora le 19 New Town costruite nel 2009 lungo 30 km di asse viario per ospitare 16.000 persone residenti nei luoghi terremotati..
All'aprile del 2022, i lavori erogati risultano completati al 72%.

### Ricostruzione delle frazioni

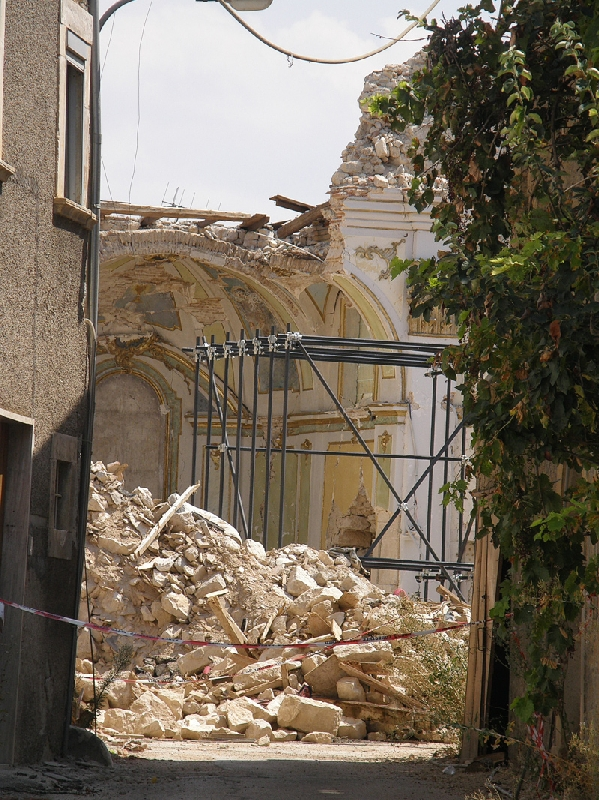
La chiesa di San Gregorio Papa, in località San Gregorio subito dopo il 2009

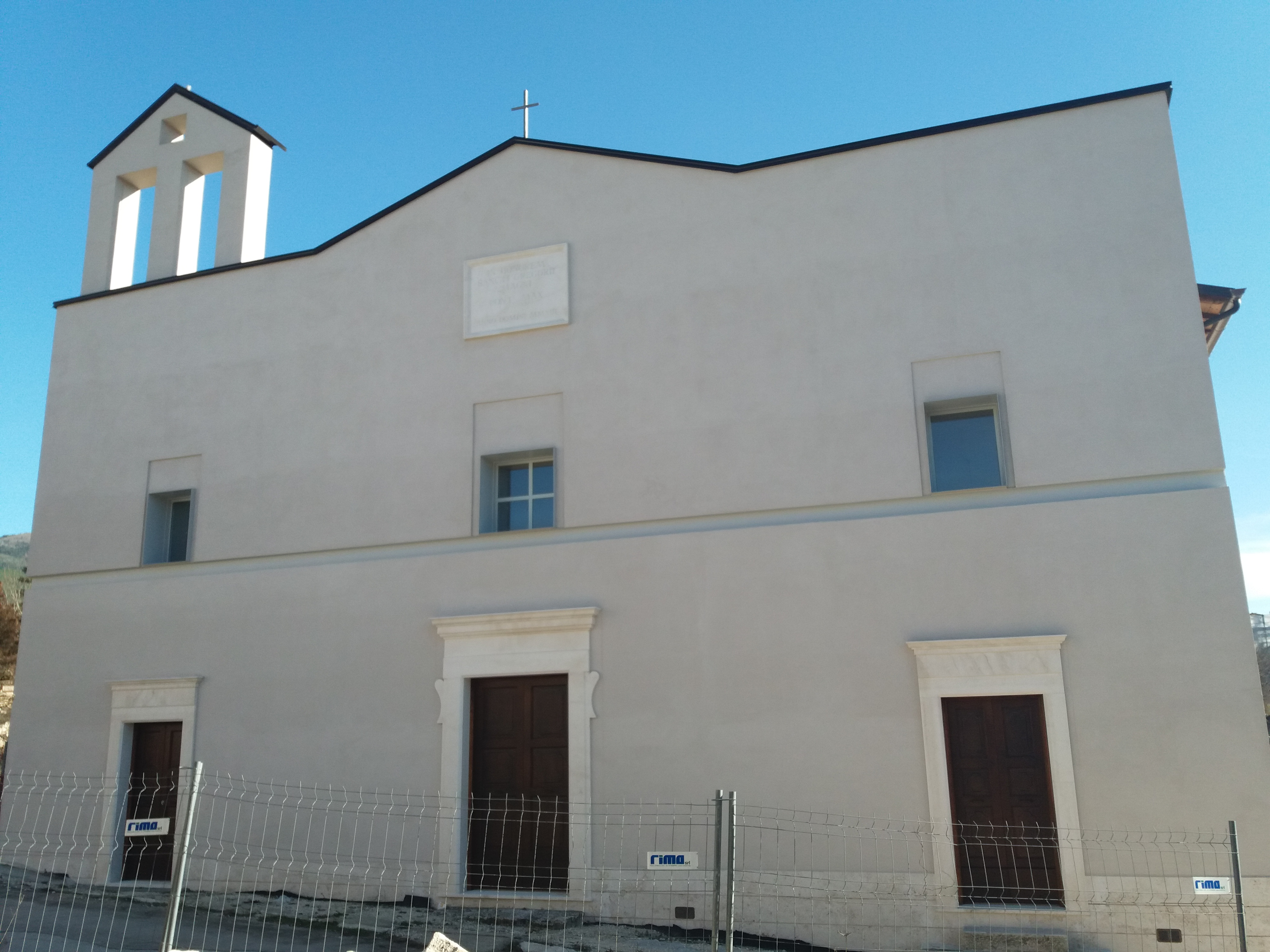
La chiesa di San Gregorio Papa (contrada San Gregorio) nel rifacimento totale del 2015

Le frazioni maggiormente colpite dal terremoto sono state Onna, Roio, Paganica, San Gregorio, Bazzano, Camarda, Arischia e Bagno, per cui si è dovuto procedere con lo sfollamento e la ricostruzione di nuovi moduli abitativi del Progetto C.A.S.E. Alcuni moduli sono stati realizzati anche nel'estrema periferia ovest a Cese di Preturo, benché questa frazione non abbia subito danni devastanti come Onna e Roio Piano, quasi completamente atterrate nelle abitazioni.
La ricostruzione ha tenuto conto non delle case storiche da rifare come erano e dove erano, benché sia stato presentato un progetto concreto solo da una società privata tedesca per Onna, che per ora ha portato a compimento nel 2017 solo il rifacimento della chiesa parrocchiale. Paganica e Tempera rappresentano i casi più critici, per la grandezza degli abitati e per la valenza storica dei palazzi e delle chiese, per cui sono stati portati a compimento solo i lavori dell'eremo di Appàri, della chiese di Santa Maria del Presepe, e della chiesa dell'Immacolata Concezione a Paganica, mentre a Tempera ad esempio, la chiesa del Rosario risulta ancora completamente distrutta. In San Gregorio nel 2015 venne ricostruita daccapo, in quanto distrutta quasi del tutto, la chiesa di San Gregorio Papa, nel 2016 a Bazzano risultava completata la chiesa di Santa Giusta fuori le mura.
Quanto a sviluppo edilizio post sismico, la vicinanza di queste frazioni dell'est alla strada statale 17, per l'acceso all'Aquila, ha fatto sì che frazioni come San Gregorio e Bazzano di estendessero a dismisura dall'antico nucleo. Il nucleo industriale di Bazzano è di vitale importanza, perché ospita vari enti pubblici e privati, nonché le sedi provvisorie dell'Archivio di Stato, la Deputazione abruzzese di Storia Patria, e della Biblioteca provinciale Tommasiana. Il polo centrale dell'Università degli Studi dell'Aquila invece si trova in Pile, con la sede amministrativa nel cuore di Pile in località Casermette (solo dal 2018 la sede del Rettorato è tornata in centro nel Palazzo Camponeschi, accanto alla chiesa del Gesù), la Facoltà di Medicina, Fisica e Scienze Matematiche annessa all'ospedale San Salvatore di Coppito, l'Accademia di Belle Arti a Pettino, presso il Palazzo Silone, seconda sede della Regione, e la Facoltà di Ingegneria presso il Monte Luco a Poggio di Roio.
Nel corso degli anni, soprattutto dal 2013 sino ad oggi, sono ancora in completamento i lavori di adeguamento delle strade statali, delle provinciali e delle regionali, con allargamenti, raddoppiamento di corsie, costruzioni di nuovi cavalcavia, e soprattutto rotatorie, quadruplicate nell'arco di pochi anni dalle poche iniziali. Una delle ultime progettazioni è lungo la statale 17 all'altezza dell'incrocio di San Gregorio con la strada per Bazzano e i comuni di Ocre e San Demetrio, a causa di numerosi incidenti, anche mortali con tir, essendo la strada la principale via del commercio della città. Alcune di queste rotatorie sono state realizzate anche con interessanti monumenti, come quella presso la Questura, che porta da una parte a viale della Croce Rossa, dall'altra al quartiere Torrione, quella della statale 17 che costeggia il cimitero comunale, e quella alla fine di via XX Settembre, che si immette nella statale 17 bis, ornata con due colonne in pietra calcarea bicroma, i colori rosso e bianco, quelli dello stemma civico dell'Aquila prima del 1703, quando cambiarono in nero e verde.

### Ricostruzione delle scuole
Le prime verifiche di vulnerabilità furono eseguite nel 2013 sugli edifici scolastici delle scuole superiori che erano di proprietà della provincia. Al 2017, nessun risultato era stato reso pubblico o divulgato ai famigliari degli alunni, ai docenti o ai dirigenti scolastici. Le scuole elementari e medie, che erano di proprietà del Comune dell'Aquila, non erano ancora state oggetto di controlli.
In centro, ancora oggi nessuna scuola ha ripreso la sede originaria, ma sono ospitate in moduli provvisori, nei quartieri moderni di Pettino, Pile, Torrione e Torretta-Sant'Elia. Il piano denominato "Scuole Abruzzo - Il Futuro in Sicurezza" è finalizzato alla riparazione, ricostruzione e messa in sicurezza del patrimonio scolastico danneggiato dal sisma, articolato in 3 programmi per una somma di 226 milioni di euro, stanziati il 26 aprile 2009. L'Ursc ha avviato la terza fase del piano della quota finanziata con 6,2 milioni dalla deliberazione Cipe del 2015, e poi nel 2016. Per una popolazione scolastica di oltre 27.000 studenti, la situazione riguarda 13 interventi per un importo di 10.2 milioni, e 44 interventi in progettazione, per un importo di 60 milioni, e 22 interventi in fase di affidamento lavori, per importo di 36, 8 milioni.
Per ora le principali sedi scolastiche sono:
- Liceo classico "Domenico Cotugno" - via Leonardo da Vinci, quartiere Pettino
- Accademia di Belle Arti - via Leonardo da Vinci
- Liceo scientifico "Andrea Bafile" - via Acquasanta, quartiere Torrione
- Istituto superiore "Duca Amedeo d'Aosta" - via Acquasanta
- Scuole Secondarie di Primo Grado "Dante Alighieri" - via Acquasanta

## Inchieste e controversie

### Sulla prevedibilità del sisma
Una sintesi scientifica sulla tematica della prevedibilità dei sismi, con riferimento specifico al sisma dell'Abruzzo, venne pubblicata da due esperti professori del Politecnico di Milano Giuseppe Grandori ed Elisa Guagenti sulla rivista 'Ingegneria sismica' nel n. 3, anno XXVI, luglio-settembre 2009, pp. 56–62. In detto articolo si argomentano scientificamente alcune osservazioni critiche sulle premesse scientifiche e sul metodo adottato dalla Commissione Grandi Rischi nel caso in specie.

#### Le dichiarazioni di Giampaolo Giuliani
Giampaolo Giuliani, tecnico dell'Istituto Nazionale di Astrofisica (INAF), aveva suscitato scalpore nel periodo precedente al sisma, per avere preannunciato una forte scossa in base a studi personali sulle concentrazioni di radon come precursore sismico. Secondo quanto riferito dal sindaco di Sulmona, la previsione, ricevuta da Giuliani stesso tramite una telefonata la mattina del 29 marzo dopo una scossa di ML 3.8, avrebbe riguardato un terremoto "disastroso" per il giorno stesso a Sulmona; l'allarme, diffuso non ufficialmente tra la popolazione, scatenò il panico in città.
Nel pomeriggio non furono registrate scosse, neanche strumentali, e Giuliani venne denunciato dal sindaco della città peligna per procurato allarme. Tuttavia, Giuliani ha poi smentito questa ricostruzione, in particolare di avere dato indicato un luogo o un intervallo temporale preciso.
Dura divenne la polemica di Giuliani nei confronti di INGV e Protezione Civile ad evento avvenuto, cioè dopo il 6 aprile, sulla prevedibilità del sisma.
L'attendibilità delle teorie e delle tecniche di previsione dei terremoti utilizzate da Giuliani, mai pubblicate su riviste scientifiche peer-review di settore, è stata criticata dalle autorità e da alcuni membri del mondo scientifico, anche in seguito alla dichiarazione (successiva alla denuncia per procurato allarme) che egli stesso aveva rilasciato in un'intervista a un canale televisivo locale prima della scossa del 6 aprile: «Mi sento di poter tranquillizzare i miei concittadini, in quanto lo sciame sismico andrà scemando con la fine di marzo».
Ciò avveniva una settimana prima della scossa più importante (6,3 Mw) che avrebbe colpito L'Aquila, che da Sulmona dista circa 55 km in linea d'aria.
Giuliani racconta che la notte del 5 aprile 2009, dall'analisi della crescita dei precursori del sisma (crescita dei livelli di radon), egli avrebbe rilevato in prima serata valori compatibili con scosse di assestamento tipiche dello sciame sismico (il valore alle 18 era pari a 2,7 gradi di magnitudo e inizialmente Giuliani pensava avrebbe potuto preludere a un 3.5 gradi di magnitudo massima), ma di avere notato la mancanza di uno "scarico di energia" con scosse di assestamento, com'era invece auspicabile, e osservato che il valore dei precursori continuava a salire. Secondo Giuliani, alle ore 22 i valori già dimostravano l'avvicinarsi di una scossa di almeno 5 gradi e a mezzanotte la concentrazione di radon era ancora in rapida ascesa. Sempre in base al racconto di Giuliani, non sapendo chi avvertire (preoccupato per l'avviso di garanzia ricevuto da poco) il tecnico avrebbe preso la famiglia e condotta fuori di casa, ad attendere la forte scossa avvenuta tre ore dopo, avvertendo anche vari conoscenti.
Giuliani dichiarò alla trasmissione Chi l'ha visto? del 15 aprile di essere poi rientrato nella sua abitazione e di aver avvertito l'evento da lì.

#### La posizione di INGV e Protezione Civile
La posizione ufficiale dell'INGV, e in generale di gran parte della comunità sismologica, è nota e ribadita più volte dopo il sisma su vari mezzi di comunicazione in comunicati ufficiali: i terremoti sono eventi geologici che allo stadio attuale della ricerca geo-sismologica non possono essere previsti con sufficiente precisione spazio-temporale tale da poter applicare efficaci misure di protezione civile; in particolare la stragrande maggioranza degli sciami sismici evolve senza produrre catastrofi e non esistono precursori sismici attendibili per i restanti.
In seguito all'intensificarsi dello sciame sismico, la Protezione Civile convoca il 31 marzo 2009 all'Aquila una riunione della Commissione grandi rischi con la presenza dei vertici dell'INGV, la quale sentenzia la non pericolosità della situazione sismica nell'aquilano. Fra le affermazioni pronunciate nella riunione vi è anche la previsione secondo cui in caso di ulteriori scosse non vi sarebbe stato alcun danno strutturale agli edifici. Si scoprirà poi che il verbale della riunione non fu redatto e firmato in giorno stesso, ma solo a evento avvenuto, motivo per cui la Commissione stessa finirà successivamente sotto inchiesta giudiziaria da parte della Procura dell'Aquila. A questo si aggiungono le numerose denunce presentate dai familiari delle vittime che erano rientrate o rimaste nelle case dopo le dichiarazioni rassicuranti della Commissione.

#### Le affermazioni del geologo Antonio Moretti
Sempre sul fronte della previsione, di altra natura scientifica, ma allo stesso modo fortemente polemiche sono state le dichiarazioni del geologo aquilano Antonio Moretti dell'Università degli Studi dell'Aquila, andate in onda TV nella trasmissione di Rai 3 Presa diretta a settembre 2009, nei confronti dell'operato della Protezione civile italiana e dell'INGV rei, a suo dire, di non aver considerato, nella Riunione della Commissione Grandi Rischi tenutasi il 31 marzo 2009 all'Aquila, sospetto "l'estenuante" sciame sismico aquilano in corso da mesi per il quale si erano distintamente evidenziate nell'ultimo mese "scosse premonitrici (foreshock) localizzate sempre sulla stessa struttura, a profondità via via maggiori e di intensità e frequenza crescenti" e di non aver consentito la partecipazione dei geologi aquilani alla suddetta riunione. Tali affermazioni sembrerebbero smentire quanto dichiarato dallo stesso pochi giorni prima della scossa principale (mainshock) in cui sosteneva che « l'evoluzione sismica fosse comunque da considerarsi nelle regole e destinata a esaurirsi secondo la Legge di Omori. »

#### La polemica tra Boschi e Bertolaso
16 settembre 2009 inizia un duro scambio di lettere con reciproche accuse tra Enzo Boschi e Guido Bertolaso riguardo alla gestione del terremoto. Subito dopo il terremoto del 6 aprile Guido Bertolaso aveva dichiarato «in una conferenza stampa Boschi ha stabilito che non era prevedibile alcuna situazione di terremoto più violenta di quelle che si erano registrate». Boschi in relazione a ciò affermò «Il fatto che io possa avere escluso forti scosse in Abruzzo è assurdo» e che dunque «qualcuno ha mentito», aggiungendo di aver mandato « all'Ufficio sismico della Protezione civile un comunicato sulla sequenza in atto che non può essere certo considerato tranquillizzante ». Inoltre Boschi definì "del tutto irrituale" la riunione della Commissione grandi rischi convocata da Bertolaso all'Aquila il 31 marzo dopo una scossa di magnitudo 4, lamentando l'assenza di una discussione sulle misure da intraprendere, la conclusione prematura e il fatto che il verbale invece di essere compilato subito dopo venne prodotto immediatamente dopo il sisma del 6 aprile e gli venne presentato per firmarlo solo "per ragioni interne" quando invece fu pubblicato sui giornali.
Bertolaso replicò accusando Boschi di mettere in atto « un tentativo tardivo di esonero dalla propria responsabilità » e, quanto alle accuse « sulla confusione e la mendicità delle notizie diffuse dal dipartimento prima, durante e dopo il sisma », ha minacciato di ricorrere in tribunale.

#### Il processo alla Commissione Grandi Rischi
Il 25 maggio 2011 la procura stessa rinvia a giudizio con l'accusa di "omicidio colposo plurimo e lesioni" sette membri della Commissione Grandi Rischi; tra essi figurano anche Enzo Boschi e Franco Barberi.
Nel capo di imputazione si legge la motivazione dell'accusa:
Con sentenza in primo grado di giudizio il 22 ottobre 2012 il Tribunale dell'Aquila condannò tutti gli imputati alla pena di 6 anni di reclusione e interdizione perpetua dai pubblici uffici.
In campo internazionale molti scienziati, prima ancora che fossero rese note le motivazioni, espressero perplessità di fronte a questa sentenza. La rivista Nature pubblicò un editoriale in cui si afferma che "il verdetto è perverso e la sentenza ridicola". Uno scienziato britannico, Malcolm Sperrin, dichiarò: « se la comunità scientifica deve essere penalizzata per aver fatto predizioni poi risultate non corrette, o per non aver predetto accuratamente eventi poi accaduti, allora l'operare della scienza dovrà essere limitato alle sole certezze, e i benefici associati alle scoperte, dalla medicina alla fisica, scompariranno ».
Il Ministro dell'ambiente Corrado Clini, pure critico verso questa sentenza, affermò: « Hanno ragione quelli che dicono che l'unico precedente a questa sentenza è quello di Galileo Galilei. »
Il testo delle motivazioni della sentenza, pubblicato alcuni mesi più tardi, smentisce però queste affermazioni, dichiarando che il processo « non è volto alla verifica della fondatezza, della correttezza e della validità sul piano scientifico delle conoscenze in tema di terremoti. Non è sottoposta a giudizio la scienza per non essere riuscita a prevedere il terremoto del 6 aprile 2009 ». La rivista Scientific American corresse la tesi del "processo contro la scienza", definendolo « un giudizio non contro la scienza, ma contro un fallimento della comunicazione scientifica. »
Altri scienziati, durante il processo, contestarono l'operato scientifico della commissione. Il professor Francesco Giovanni Maria Stoppa, che fece parte della commissione Grande rischi fino al 2003, disse: « Avrebbero dovuto dare una informazione proporzionata alle nostre conoscenze, che nel 2009 mettevano in luce una criticità all'Aquila. Nelle condizioni che c'erano 5 - 6 giorni prima del terremoto bisognava dare informazioni e questo non vuol dire prevedere i terremoti ».
Il 10 novembre 2014 la Corte d'Appello dell'Aquila modificava radicalmente la sentenza. Per De Bernardinis veniva confermata la condanna per omicidio colposo, riducendo però la pena da 6 a 2 anni, coi benefici della sospensione della pena e della non menzione. Gli altri imputati venivano invece assolti.
Il 13 marzo 2015 la Procura Generale dell'Aquila presentò il ricorso in Cassazione contro la sentenza di assoluzione ottenuta in Corte d'Appello. Il 20 novembre 2015 la Cassazione confermò definitivamente la sentenza d'appello.

### Sulle cause dei crolli
La Procura dell'Aquila, a nome del procuratore capo Alfredo Rossini, aprì nei giorni a seguire un'inchiesta giudiziaria contro ignoti per omicidio e disastro colposo: obiettivo dell'inchiesta era accertare se vi sono responsabilità civili e penali e a chi sono imputabili. Tra le diverse possibili cause o concause dei crolli si ipotizzavano, in alcuni casi grossolani, errori di progettazione strutturale e/o maldestri interventi postumi, in altri "errori" in fase di realizzazione con l'impiego di materiali non conformi alle indicazioni di progetto; cemento armato contenente o sabbia marina e/o staffe di ferro posizionate a distanze non a norma di legge.
Sul fronte dell'ingegneria sismica, come spesso accade in circostanze analoghe, unanime fu il giudizio espresso da parte della comunità tecnico-scientifica riguardo al mancato rispetto di rigorose norme antisismiche lamentando una generale trascuratezza sul fronte della prevenzione sismica in un'area a elevato pericolo sismico, verosimilmente legata in parte all'oblio dei precedenti eventi storici e in parte ai costi necessari per gli interventi antisismici richiesti.
A testimonianza di ciò si aggiunge il dossier Censimento di vulnerabilità degli edifici pubblici, strategici e speciali nelle regioni Abruzzo, Basilicata, Calabria, Campania, Molise, Puglia e Sicilia, redatto nel 1999 dall'Istituto di Ricerca sul rischio sismico per volere dell'allora sottosegretario alla Protezione Civile Franco Barberi, nel quale si evidenziano vulnerabilità critiche, rimaste ignorate, in tutti gli edifici pubblici poi crollati nel sisma del 2009, nonché una valutazione eccessivamente al ribasso del grado di pericolo sismico assegnato alla zona aquilana (livello 2).

### Sull'emergenza e la ricostruzione
Qualche polemica ci fu inizialmente sul ritardo di qualche ora dei soccorsi ufficiali, vuoi anche per l'evento inatteso occorso in piena notte e la mancanza di un piano o protocollo ufficiale di emergenza in caso di terremoto per la città dell'Aquila.
Fin dalle ore successive all'evento, alcune fonti di stampa e giornalisti denunciarono il rischio di infiltrazioni criminali nei lavori del dopo terremoto. Il rischio più concreto sarebbero state le possibili infiltrazioni delle organizzazioni camorristiche e mafiose nel sistema degli appalti per la ricostruzione.
Il 7 aprile, a poche ore dalla scossa principale, il giornalista Luca Spinelli affermava:
La settimana successiva al sisma, il 14 aprile, il giornalista e scrittore Roberto Saviano, autore del best seller Gomorra, scrisse:
(Roberto Saviano)
Nelle settimane successive anche le maggiori istituzioni italiane parlavano del pericolo di infiltrazione criminale, assicurando però che i rischi sarebbero stati scongiurati dai controlli. Il 15 aprile il presidente della Camera Gianfranco Fini ribadiva la necessità di «vigilare sulle infiltrazioni mafiose», affermando anche d'essere sicuro che «le istituzioni saranno all'altezza». Il 17 aprile il presidente del Consiglio Silvio Berlusconi dichiarava: «le speculazioni saranno impossibili, ricostruiremo in 6 mesi tenendo fuori speculazione e mafia».
La Direzione nazionale antimafia guidata dal procuratore Piero Grasso costituisce un pool antimafia col compito di vigilare sulla ricostruzione ed evitare infiltrazioni mafiose negli appalti.
Ad agosto 2016, il procuratore nazionale antimafia Franco Roberti parlerà d'un modello L'Aquila d'analisi investigativa da applicare anche ad Amatrice e il resto del Centro Italia.
Il 3 luglio, il quotidiano il manifesto denunciava come delle 20 aree selezionate per la costruzione di case temporanee, almeno 5 siano inutilizzabili per rischi idrogeologici.
Critiche sui reali costi del progetto C.A.S.E. vennero mosse da varie associazioni di consumatori e dalle ditte di costruzione partecipanti all'appalto, ma poi escluse in favore di ditte prevalentemente lombarde, i cui costi di realizzazione si sarebbero rivelati sensibilmente superiori a quelli promessi dalle ditte escluse e in generale ai costi di mercato delle costruzioni antisismiche e se allo stesso tempo si fosse proceduto immediatamente con la risistemazione degli edifici classificati con A, B e C e/o con appoggio maggiore alla realizzazione di moduli M.A.P. più economici.
L'evento comportò il blocco del pagamento delle imposte da parte dei residenti dell'area colpita come previsto dal piano di intervento e ricostruzione del Governo, sebbene polemiche ci sono state per tentativi di annullamento di successive proroghe.

#### Le intercettazioni
Il 10 febbraio 2010, nell'ambito dell'inchiesta sugli appalti del G8 originariamente previsto alla Maddalena che ha portato alle dimissioni (poi respinte) del capo della Protezione Civile, Guido Bertolaso, vengono pubblicati i testi delle intercettazioni di imprenditori accusati di avere rapporti diretti con lo stesso Bertolaso. In particolare, suscita scalpore il dialogo tra gli imprenditori Francesco Maria De Vito Piscicelli e il cognato Gagliardi che affermavano di "ridere ciascuno nel proprio letto" durante il terremoto, immaginando l'inserimento delle loro imprese nei lavori per il post-sisma. Il 12 febbraio 2010 il sottosegretario alla Presidenza, Gianni Letta, assicura che le imprese degli imprenditori protagonisti dell'intercettazione non hanno ricevuto appalti nel capoluogo abruzzese; tuttavia, un'intercettazione successiva, pubblicata il 17 febbraio 2010 dal quotidiano locale Il Centro, smentisce le dichiarazioni di Letta.

#### Operazione “Dirty Job”
Nel giugno 2014 vengono arrestati 7 imprenditori impegnati nella ricostruzione privata. Si rivolgevano alla camorra, in particolare al Clan dei casalesi, per farsi procurare le maestranze a basso prezzo. Gli imprenditori arrestati sono accusati, a vario titolo, di estorsione aggravata dal metodo mafioso, intermediazione illecita e sfruttamento del lavoro.

### I fenomeni osservati in concomitanza col terremoto
Alcuni fenomeni osservati in corrispondenza degli eventi sismici sono:
1. Le luci sismiche, conosciute sin dall'antichità, le cui testimonianze sono state raccolte nei mesi successivi all'evento e catalogate in un lavoro appena pubblicato. Luce diffusa, nuvole arrossate e sfere luminose hanno rappresentato gli avvistamenti che hanno prevalentemente anticipato l'evento, a partire da nove mesi prima dell'evento, i primi due di qualche ora e il terzo fino a qualche mese prima. Flash di luce sono stati avvistati principalmente durante l'evento sismico e rappresentano il fenomeno più comunemente osservato, mentre le scariche elettriche e le fiamme sono state viste principalmente dopo la scossa, le prime fino a diversi minuti dopo e le seconde fino a qualche ora dopo. Sporadicamente il fenomeno è proseguito per cinque mesi[256][257].
2. Formazione di "vulcanetti sismici" nella zona del basso Aterno[258].
3. Le variazioni di intensità delle onde radio nella banda LF e VLF sono state monitorate costantemente da diversi anni con un sistema di ricevitori italiani e stranieri. Sin dalla fine del marzo 2009 è stata osservata una diminuzione dell'intensità del segnale delle radioemittenti lontane, quando il cammino delle radio onde ha attraversato la regione epicentrale. Anche l'ora del passaggio del terminatore al tramonto, che è rintracciabile nelle variazioni di ampiezza degli stessi segnali elettromagnetici, è apparsa diminuire nei giorni immediatamente precedenti il 6 aprile[259][260].
4. Le variazioni nell'intensità del segnale infrarosso proveniente dalla superficie terrestre, sono state misurate da diversi satelliti meteorologici sulle regioni sismogenetiche ed evidenti anomalie sono state osservate nei giorni immediatamente precedenti alcuni forti terremoti. Queste anomalie termiche sono rimaste persistenti sulle stesse regioni degli eventi anche per diversi giorni. Nel caso del terremoto dell'Aquila è stato evidenziato un significativo riscaldamento di una porzione dell'Italia centrale comprendente l'epicentro del terremoto, fra il 30 marzo e il 1º aprile, cinque giorni prima della forte scossa.[261][262][263][264] Con una magnitudo di 4.1, fu il più forte evento sismico registrato fino ad allora dall'inizio dello sciame sismico nel 2008.[265]
5. Anche le emissioni acustiche di frequenza superiore a quelle udibili (ultrasuoni) sono state osservate precedere il sisma abruzzese. Esse sono state registrate da più stazioni come perturbazioni di lunga durata e sono consistite in un aumento di emissioni acustiche osservate a partire dalla fine del 2008 fino a comprendere la data del terremoto[266].
6. I segnali elettrici delle stazioni elettromagnetiche di Fermo e Perugia, funzionanti con continuità da alcuni anni, hanno registrato un aumento dell'attività elettrica con un massimo corrispondente ai giorni del terremoto. Tale attività è stata evidenziata in entrambe le stazioni con segnali variabili di frequenza dell'ordine del centinaio di Hz. Il lavoro è stato presentato alle conferenze del GNGTS di Trieste,[267] in quello sulle Osservazioni Elettromagnetiche e Gravimetriche all'Aquila[268] e all'EGU a Vienna[269].

## Eventi correlati

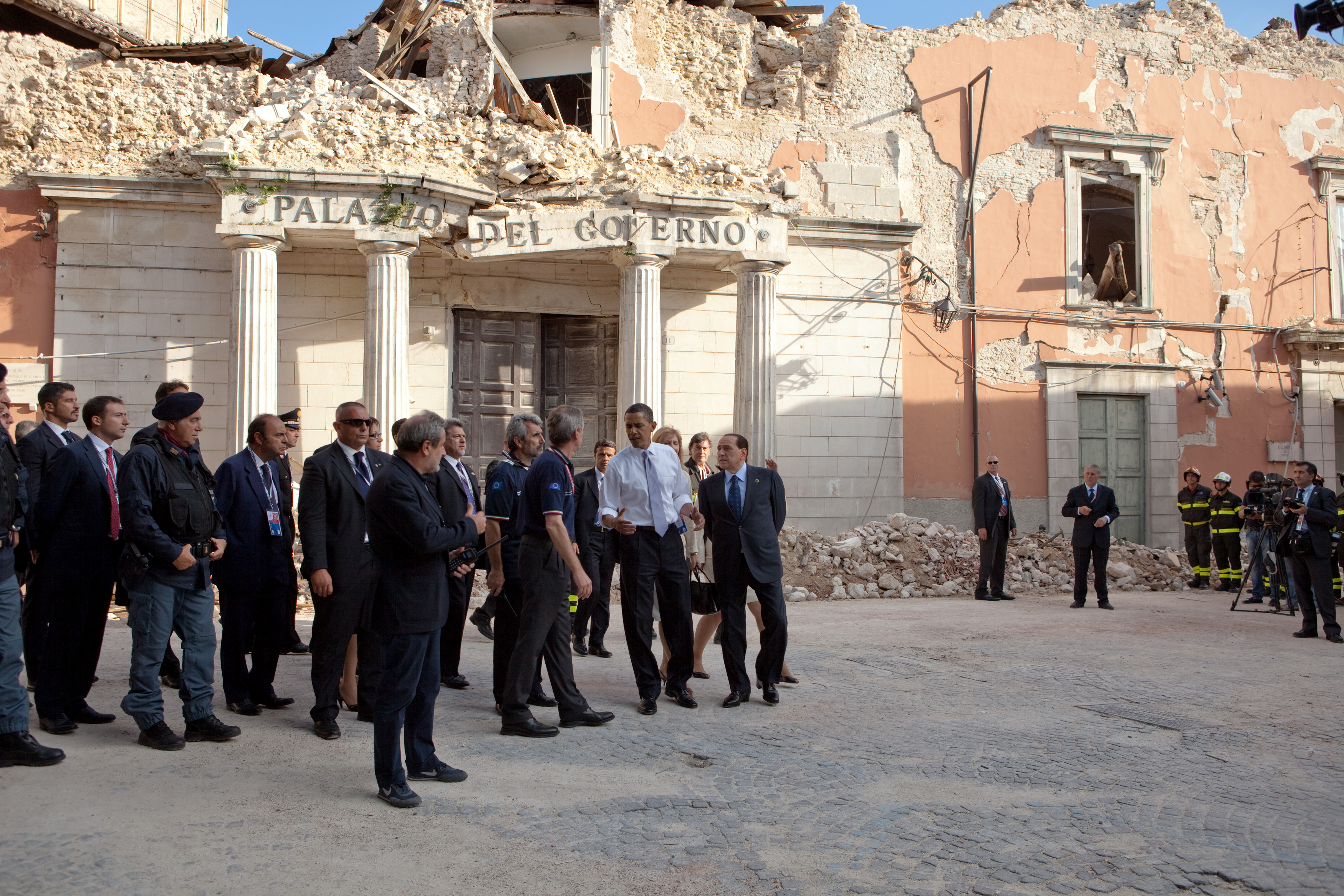
Il presidente USA Barack Obama, accompagnato dall'allora commissario Guido Bertolaso e da Silvio Berlusconi nel centro storico dell'Aquila

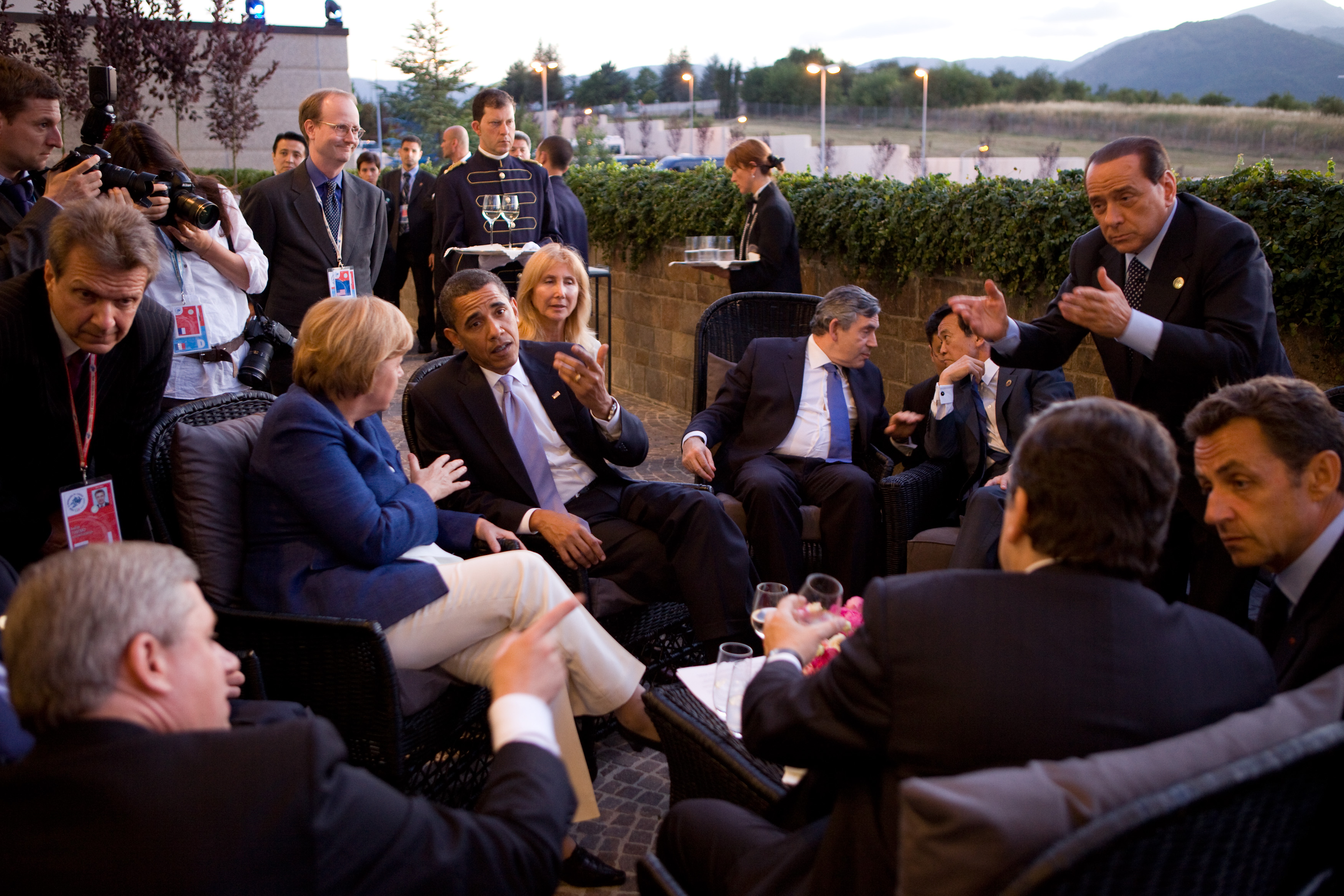
L'Aquila: i leader del G8 dialogano durante il vertice.

### G8
L'evento sismico modificò i piani politico-economici del Governo: tra gli eventi che subirono modifiche ci fu il G8 del 2009 originariamente già assegnato all'Italia come nazione ospitante. Inizialmente previsto nell'isola sarda della Maddalena, fu spostato all'Aquila con decisione del Consiglio dei Ministri del 23 aprile 2009, sia per motivi economici (risparmio di circa 220 milioni di euro da destinare alla ricostruzione) sia per opportunità politica (il G8 avrebbe discusso anche di catastrofi naturali) sia perché si trattava di un forte segnale per il rilancio di zone così duramente colpite.
Di fronte alle macerie del terremoto, Stati Uniti, Francia, Germania, Regno Unito, Russia, Canada e Giappone promisero di sponsorizzare ognuno il restauro di uno dei monumenti aquilani danneggiati dal sisma. In particolare agli ampi e svariati aiuti promessi dal Presidente statunitense Barack Obama si aggiungono il francese Nicolas Sarkozy che promette 3 milioni di euro per la ricostruzione della Chiesa delle Anime Sante, la tedesca Angela Merkel che si impegna per la ricostruzione della chiesa di Onna.
Il vertice si svolse nella Scuola Ispettori e Sovrintendenti della Guardia di Finanza di Coppito, già centro operativo della Protezione Civile durante l'emergenza sismica. L'evento portò con sé la riqualificazione dell'intera periferia ovest della città dell'Aquila, proseguita anche dopo l'evento in prossimità dei nuovi insediamenti post-sisma (progetto C.A.S.E.), con costruzione di diverse strade, il riammodernamento del vicino Aeroporto dei Parchi e la sistemazione della caserma ospitante dando così un primitivo avvio alla ricostruzione stessa. Con tutte le opere realizzate si assiste a una "esplosione" della periferia aquilana, sia a ovest che a est, in forte contrapposizione al centro storico rimasto vuoto, interdetto e sommerso dalle macerie.

## Filmografia
- Into The Blue, Emiliano Dante, documentario, Italia, 2009
- Comando e Controllo, Alberto Puliafito, documentario, Italia, 2010
- Colpa Nostra, Walter Nanni e Giuseppe Caporale, documentario, Italia, 2010
- Draquila - L'Italia che trema, Sabina Guzzanti, documentario, Italia, 2010
- La Città Invisibile, Giuseppe Tandoi, commedia, Italia, 2010
- Sangue e Cemento, Gruppo Zero, documentario, Italia, 2009
- Ju Tarramutu, Paolo Pisanelli, documentario, Italia, 2011
- NGHT PLC, Patrizio Migliarini, video musicale, Italia, 2013
- Habitat - Note Personali Archiviato il 25 marzo 2017 in Internet Archive., Emiliano Dante, documentario, Italia, 2014
- Nel film biografico del 2018, Loro, diretto da Paolo Sorrentino e incentrato sulle vicende di Silvio Berlusconi, la tragedia del terremoto dell'Aquila viene ripresa in alcune scene.
- Preghiera documentario di Davide Cavuti (2017), con Lino Guanciale, Michele Placido, Edoardo Siravo, Paola Gassman, Ugo Pagliai.
- Appennino, Emiliano Dante, documentario, Italia, 2017